# Artisanat de tranchée

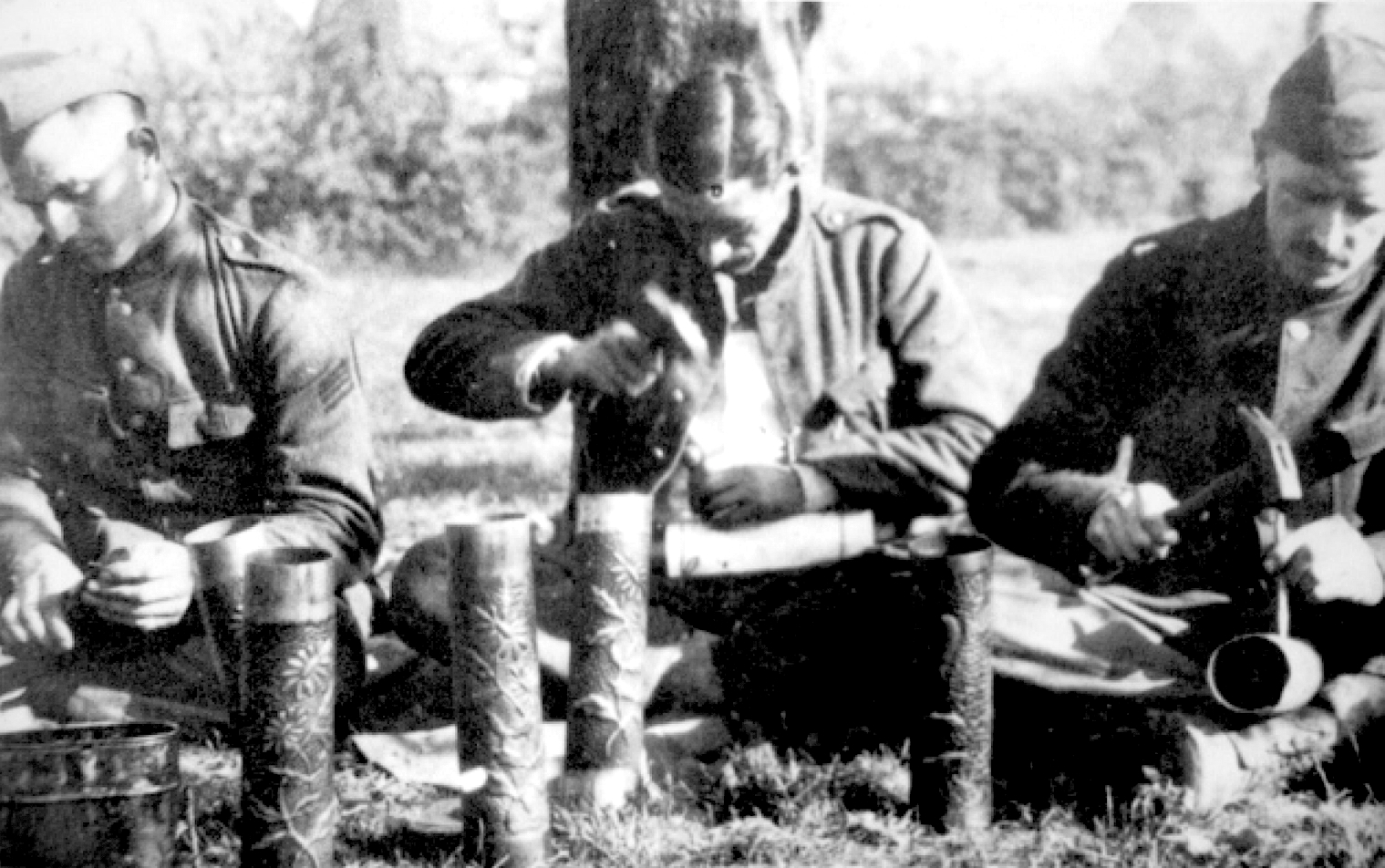
Soldats belges décorant des douilles d’obus.

L’artisanat de tranchée, appelé aussi « Art du Poilu » ou « Art des tranchées » – Trench Art par les anglophones – désigne une activité de création artistique manuelle et un art populaire pratiqué – entre autres – par tout homme, ayant un rapport direct ou indirect avec le conflit armé ou ses conséquences. Ils sont le plus souvent fabriqués lors des attentes dans les tranchées pour meubler le temps.

## Historique

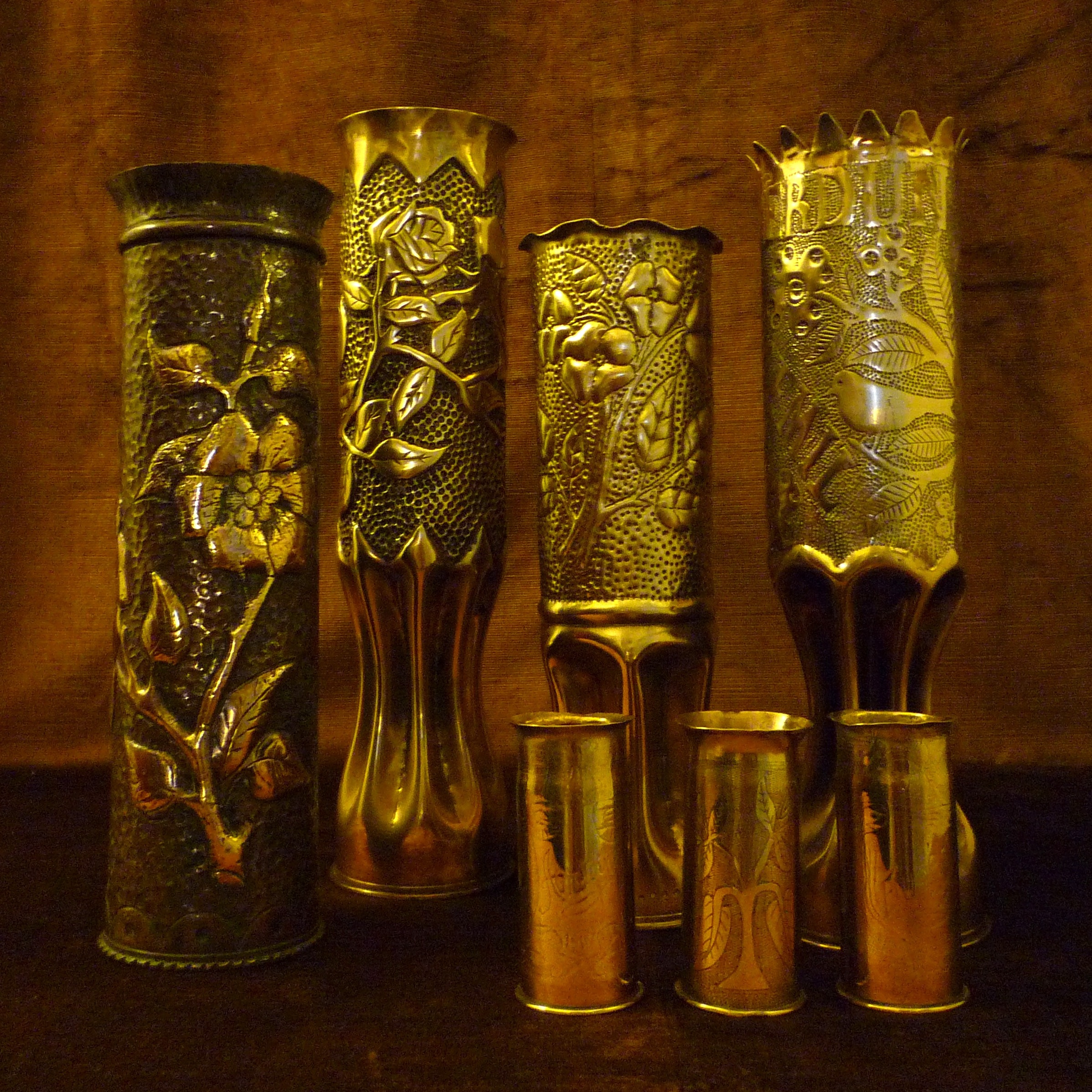
Vases à décor floral Art nouveau, réalisés dans des douilles d’obus. Ces douilles sculptées et gravées sont un exemple typique de l’artisanat de tranchée de la Première Guerre mondiale.

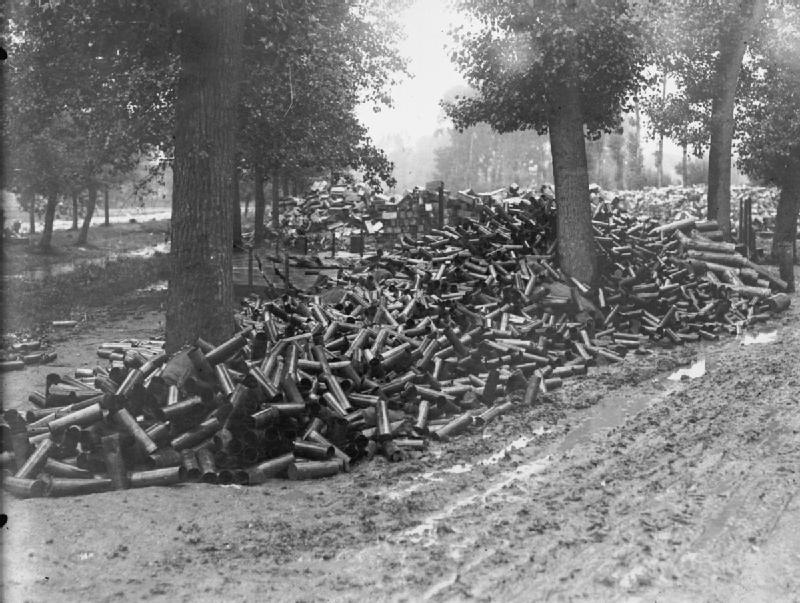
Stock de douilles servant de matière première à l’artisanat de tranchée.

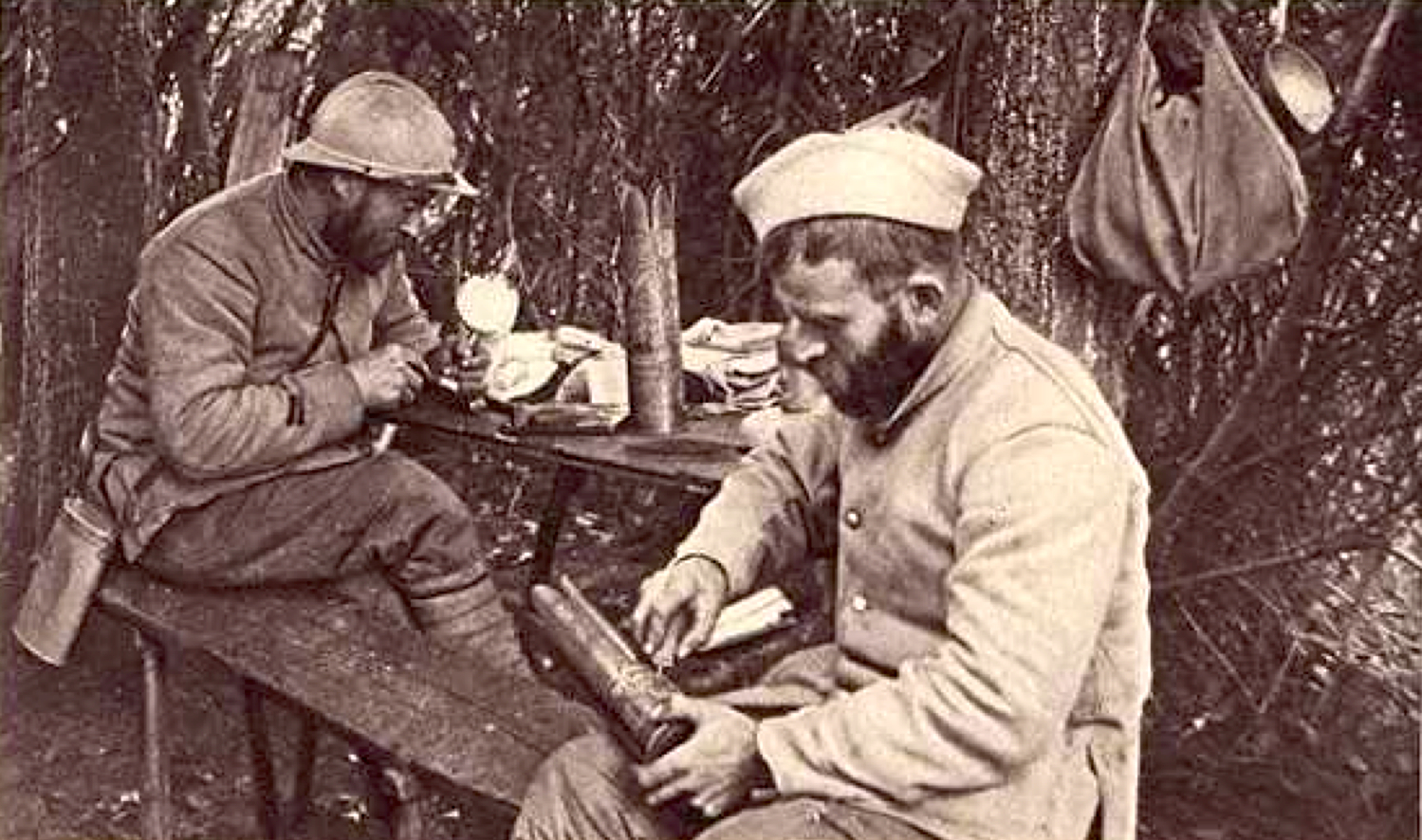
Poilus décorant des douilles d’obus pendant la guerre de 1914-18.

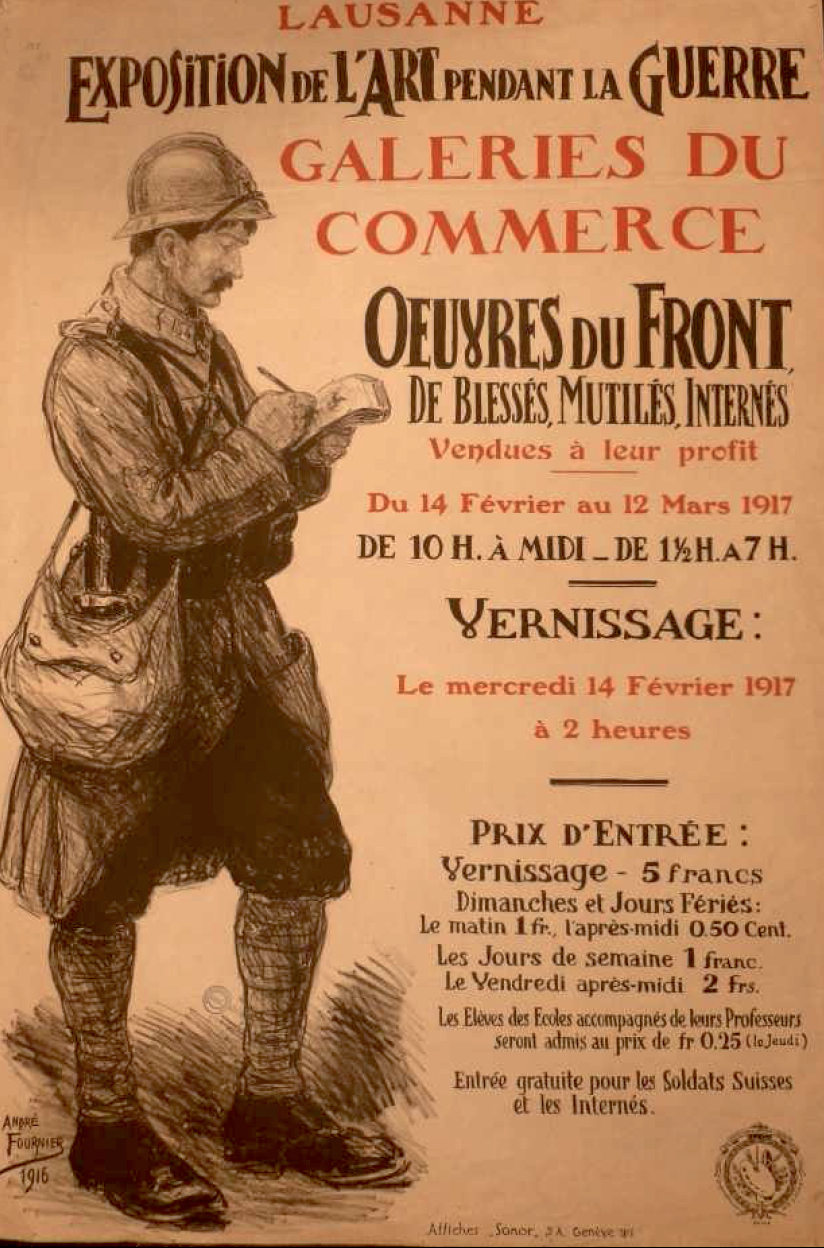
Exposition L’Art pendant la guerre, Lausanne 1917.

### Contexte
Cette activité artisanale populaire est apparue dès la guerre de 1870 et s’est surtout développée dans les tranchées lors de la Première Guerre mondiale, période de son apogée, puis dans les camps de prisonniers de la Seconde Guerre mondiale, pour tromper l’ennui. Elle est similaire à la tradition séculaire des marins qui confectionnent des objets gravés et sculptés en os de baleine et autres matériaux. À partir de l’hiver 1914-1915, cet artisanat va connaître un développement considérable.
Les soldats de toutes les puissances combattantes, contraints à l’inaction et à l’immobilité de la guerre de tranchées, disposaient de quantités importantes de métaux, provenant des douilles des munitions tirées sur l’ennemi. La consommation d’obus de 75 mm est démesurée : 3,75 millions sont tirés lors du seul mois de mars 1916 dans le secteur de Verdun. Fin 1916, plus de 60 millions d’obus auront été tirés.
La loi du 6 mars 2012, bien qu'en apportant un progrès dans la neutralisation de certaines munitions, a classé sans discernement toutes les autres munitions, même les douilles d’obus gravées, comme munitions de catégorie A.

### Une activité variée
Certains soldats étaient dans la vie civile des artisans très qualifiés – orfèvres, graveurs, dinandiers, mécaniciens de précision, etc. – ou des paysans faisant preuve d’une grande habileté manuelle dans la fabrication d’objets d’art populaire. Retrouver les gestes de leur métier d’avant la guerre leur permet de garder leur humanité.
Ces hommes fabriquent de nombreux objets de la vie courante (briquets, couteaux, bagues, boîtes à bijoux, tabatières, cannes, objets de piété, porte-plumes, encriers, etc.), ou décoratifs (figurines militaires, maquettes d’avions…) à partir des matières premières trouvées sur place : laiton et cuivre provenant des projectiles (douilles de balles, douilles et têtes d’obus, shrapnels) et de l’équipement individuel (quarts, gamelles, boutons, etc.), aluminium fondu servant à la fabrication de bagues, cuir, tissus, pierre et même paille et autres végétaux.
Le bois facile à trouver et ne nécessitant qu’un outillage rudimentaire est un matériau de prédilection. Il permet la création de nombreux objets comme des plumiers, des tabatières, des boîtes à bijoux, des jouets, des cadres à photos, des bas-reliefs, etc.

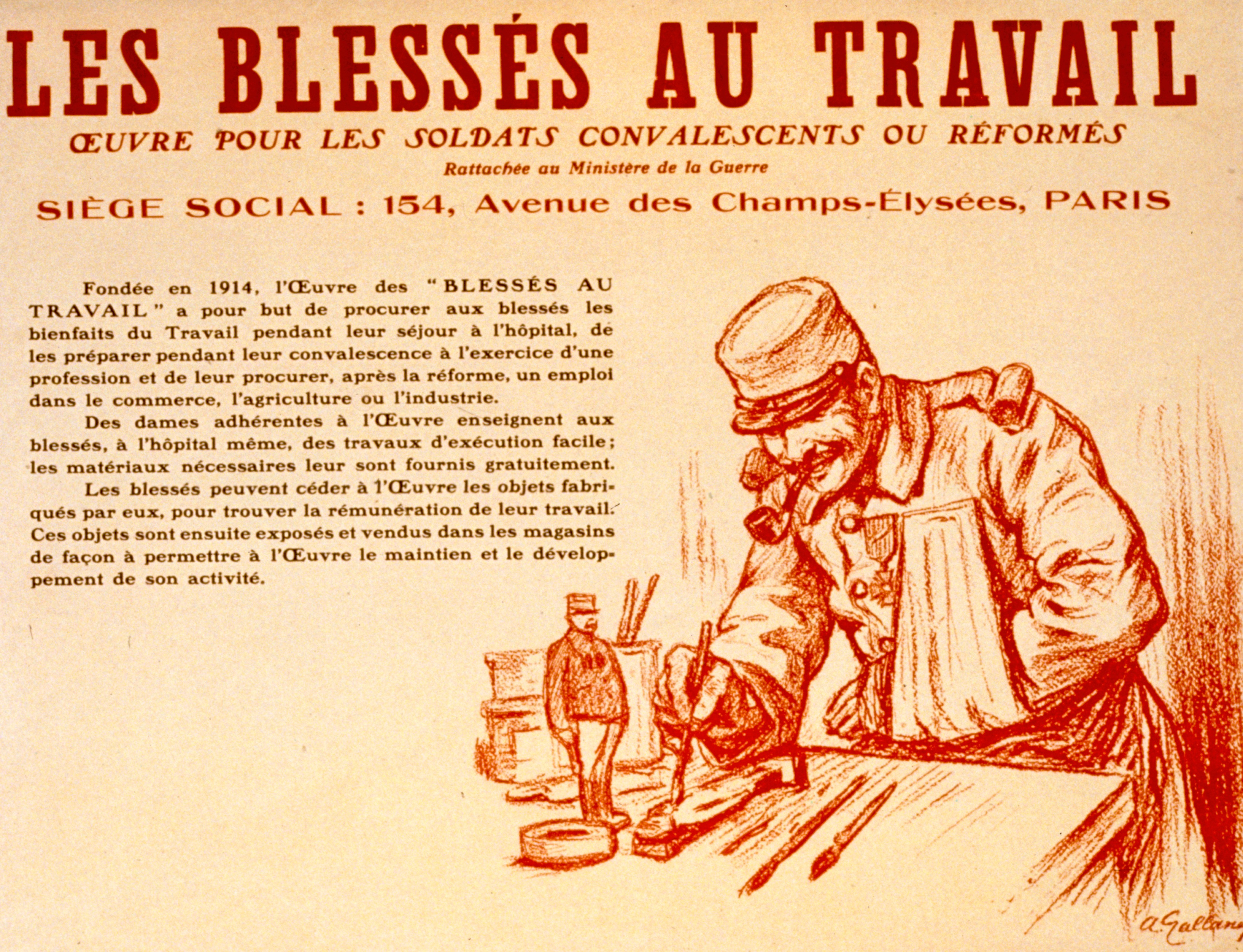
Affiche pour Les Blessés au travail - 1914

Une partie de ces objets est réalisée à l’arrière des lignes de combat par des soldats blessés ou mutilés, dans des ateliers aménagés par l’autorité militaire. Des écoles de rééducation et des associations sont créées, comme Les Blessés au travail, qui certifient l’origine des objets vendus.
Certains objets ont aussi été réalisés après le conflit par les soldats restés sur les champs de bataille pour le travail de déminage, et par des prisonniers de guerre dans un but lucratif et furent vendus dès 1919 aux touristes visitant les anciens champs de bataille. Ainsi, des fouilles archéologiques récentes ont permis de retrouver les traces d’un dépotoir d’atelier, découvert sur la ZAC Actiparc près d’Arras. La fouille d’une portion de tranchée a mis au jour des dizaines de rebuts de tôle de laiton. Leur étude a permis de retracer une chaîne de production d’étuis de protection de boîtes d’allumettes, mais aussi de coupe-papiers et de boucles de ceinturons. Les inscriptions en allemand gravées sur certaines pièces ont permis d’identifier leurs créateurs, des prisonniers affectés à la réfection de la ligne de chemin de fer Arras-Lens en 1919.

### Les différents types d’objets fabriqués
« Ces productions ne témoignent pas seulement de l’habileté manuelle et de l’ingéniosité infinie des hommes ordinaires. Elles sont autant de protestations contre la laideur, contre la bêtise guerrière, contre l’absurdité du sacrifice. »
– Jean-Claude Guillebaud, préface à De l’horreur à l’art : dans les tranchées de la Première Guerre Mondiale, de Nicole Durand. 2006.

#### Les douilles gravées et sculptées
Le laiton des douilles est repoussé et gravé. Celle de 75 mm est la plus souvent détournée. Elle devient un vase décoré de gravures ou de reliefs en ronde bosse obtenus par martelage, estampage et ciselage, souvent dans un style naïf et Art nouveau.
Les soldats y représentent des motifs sentimentaux (avec par exemple le prénom de l’être aimé), légers (avec des dessins de femmes), patriotiques et militaires (avec les noms des batailles vécues), ou plus simplement décorés de motifs végétaux et floraux.

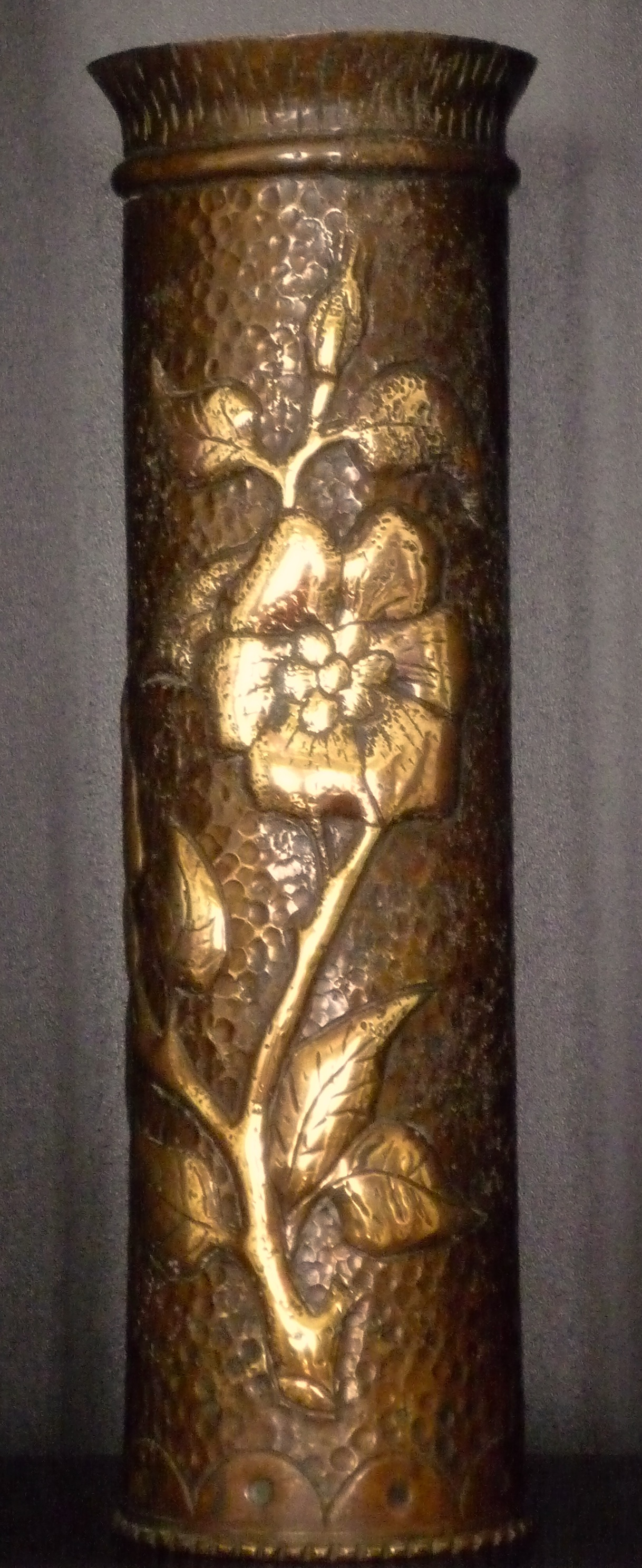
Une douille martelée et gravée de roses dans une douille d’obus de 75 mm
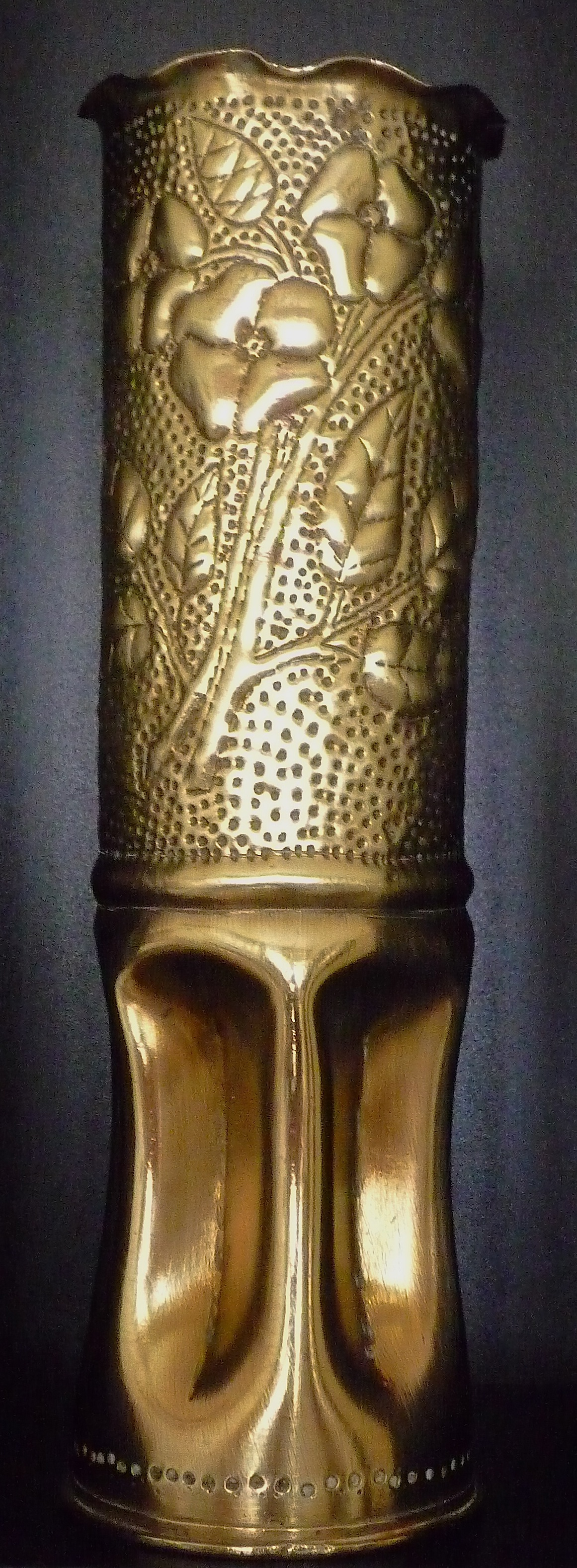
Une douille martelée et gravée de coquelicots dans une douille d’obus de 75 mm[N 1].
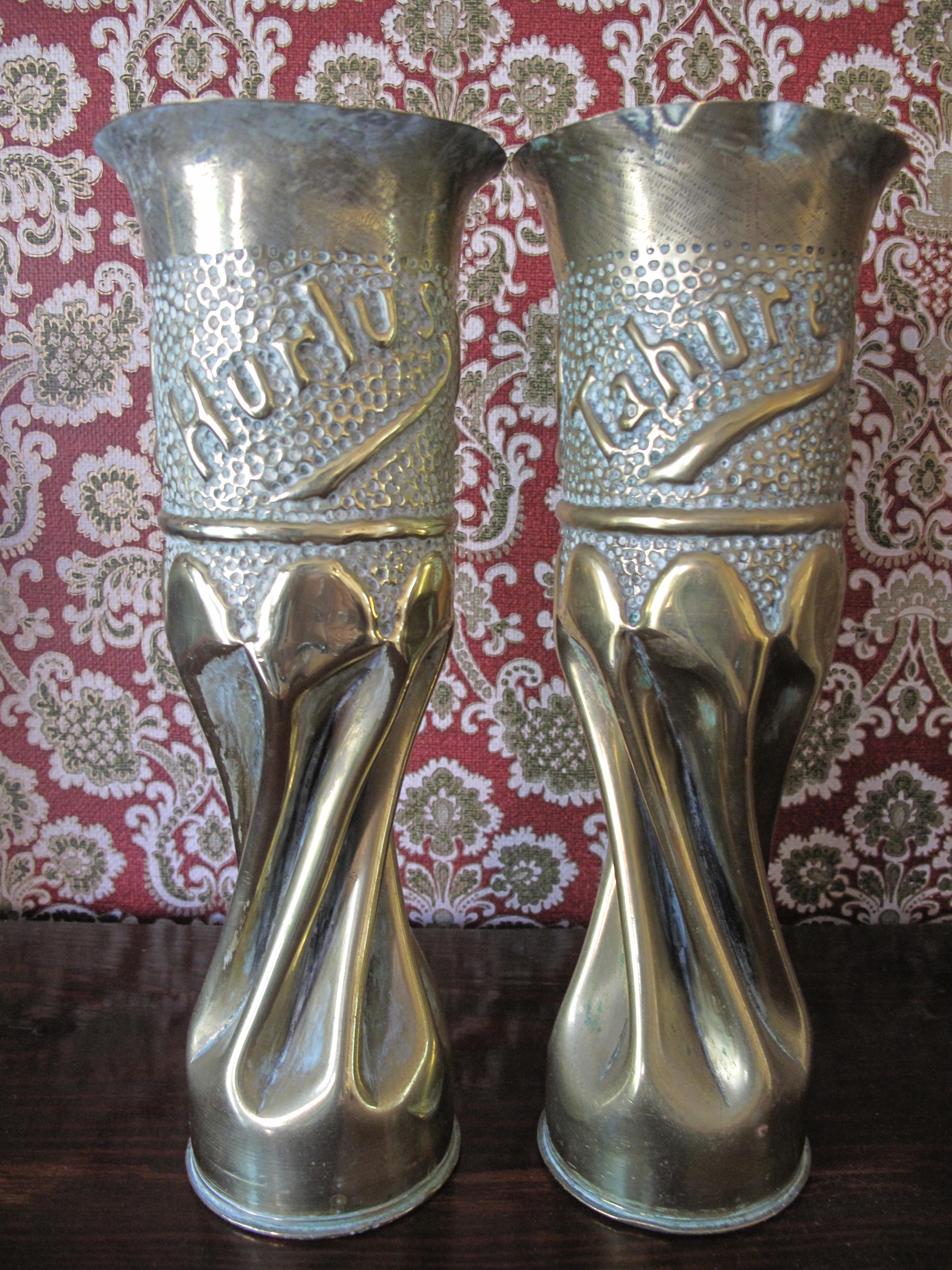
Douilles décorée des noms de Tahure et Hurlus, deux villages de la Marne détruits par les combats et qui ne furent jamais reconstruits
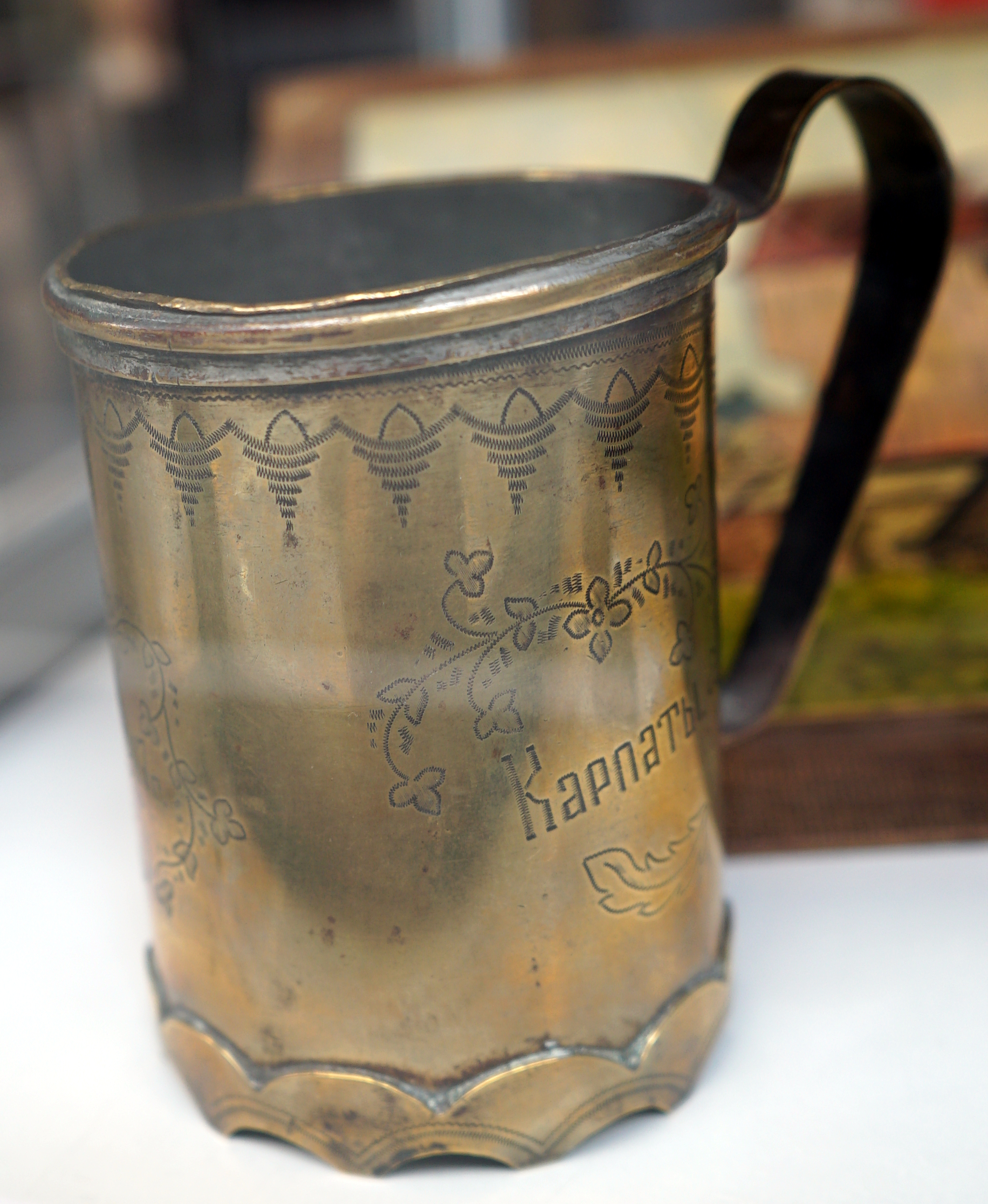
artisanat russe,
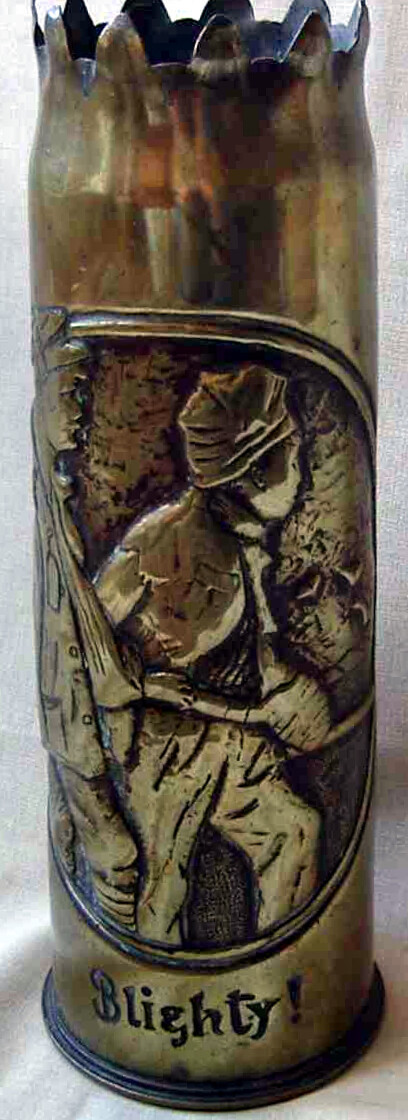
Blighty ! L’Angleterre ![N 2]. Une douille martelée et gravée de deux Tommies blessés près des falaises de Douvres
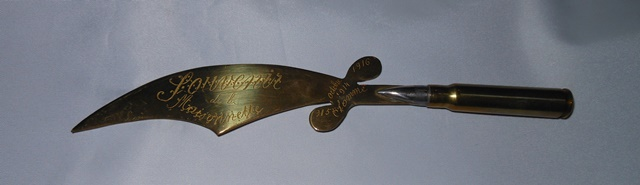
Coupe-papier fabriqué à partir d'une douille d'obus pour la lame et d'une cartouche de fusil Mauser 8 x 57 JS. Bataille de la Somme, 1916. Musée de l'armée

#### Les briquets de poilus et les objets de fumeurs

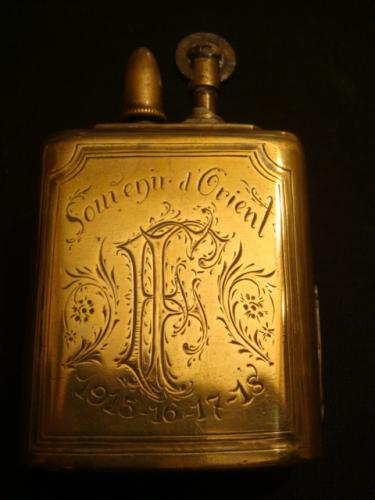
Briquet de table
Souvenir d’Orient 1915-16-17-18.
Coll. Ronaldojof

Le briquet de poilu, ou briquet de tranchée, fut l’une des premières fabrication des soldats sur le front. Les allumettes, peu discrètes et moins fiables, furent vite remplacées par le briquet à essence, facile à fabriquer ex nihilo ou bien même en détournant un objet s’y prêtant.
Très vite les soldats en permission ramenèrent « aux copains » le nécessaire de base : une molette et une pierre à briquet (ou ferrocérium) aisément trouvable chez tous les commerçants. Il s’agissait ensuite de concevoir un petit réservoir pour y placer un morceau de coton imbibé d’essence.
Purement utilitaire dans un premier temps – on trouve ainsi des briquets réalisés dans des balles ou des cartouches de fusées éclairantes mais également dans des boîtes de sardines ou des poignées de porte – le briquet de poilu accompagne rapidement la majorité des soldats, quelle que soit leur nationalité.
Il peut être en laiton, en cuivre mais aussi en aluminium ou en bois.
On réalise alors des pièces de plus en plus soignées, on mélange plusieurs systèmes d’allumage sur un seul briquet – à pierre et à amadou ou à système dit aussi plongeoir – et comme pour le reste de l’artisanat de tranchée, ce ne sont plus seulement des objets usuels que l’on fabrique mais on rivalise désormais d’ingéniosité pour créer de véritables chefs-d’œuvre.
De plus, tous les corps de métiers étant rassemblés au front, il est facile pour un soldat peu habile de ses mains de faire réaliser une commande particulière ou une gravure complexe.
Le briquet ne reste plus dans la poche, on l’exhibe comme un trophée sur lequel est inscrit le lieu d’un combat ou une date symbolique, une caricature de l’ennemi ou sa bien-aimée laissée au foyer. Certains insèrent même une photo de leurs proches, femme ou enfants. D’autres réalisent des briquets de table qui rappelleront les sombres heures passées au front.

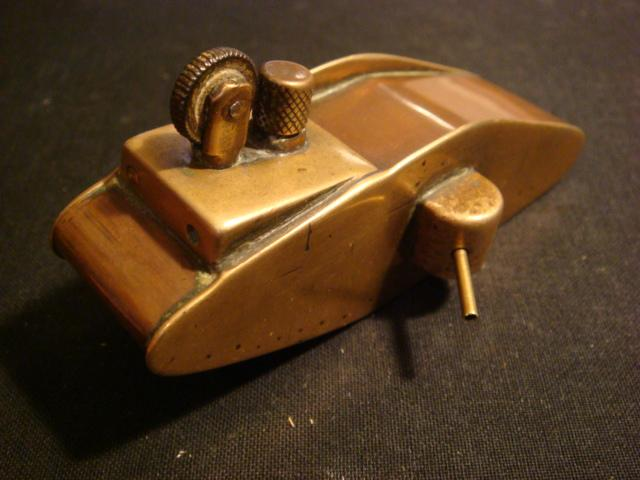
Briquet tank anglais. Coll. Ronaldojof
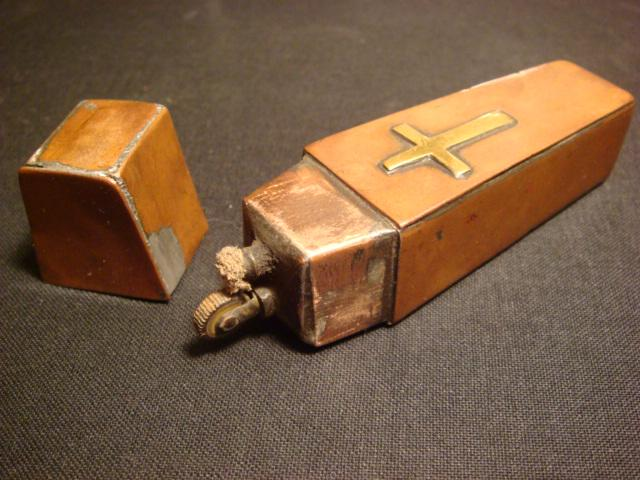
Briquet cercueil. Coll. Ronaldojof
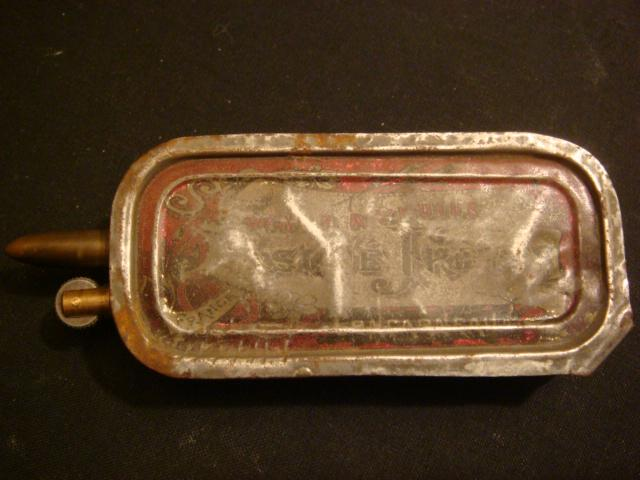
Briquet boîte de sardine. Coll. Ronaldojof
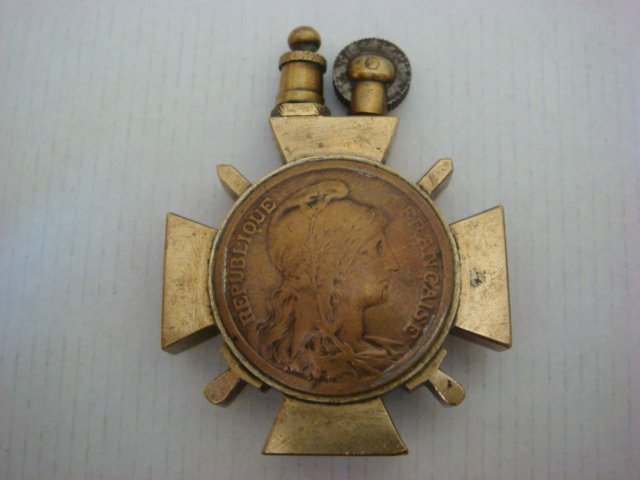
>Briquet croix de guerre. Coll. Ronaldojof
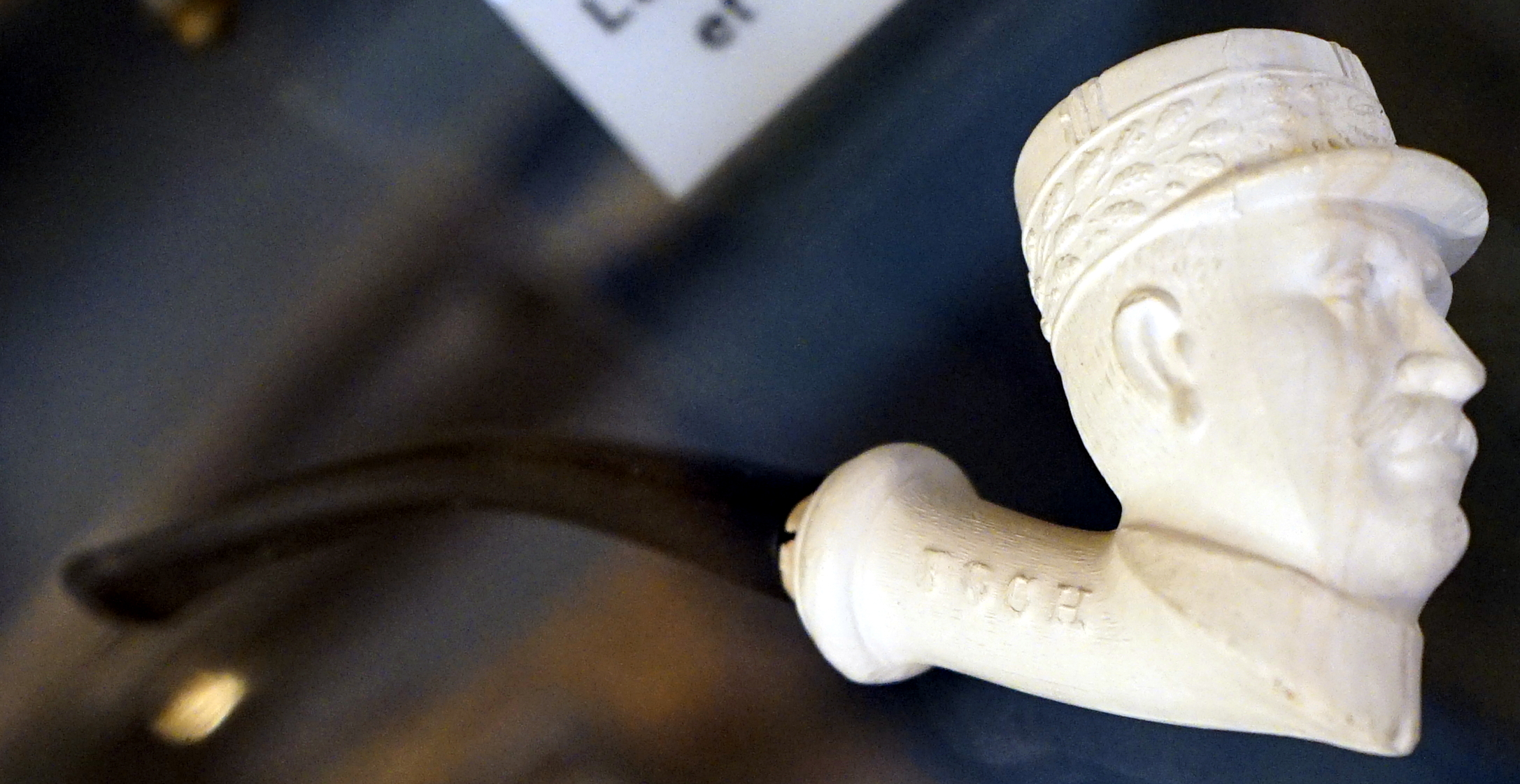
PipeMusée de Toul.

Dans le même temps, à l’arrière, se développe un marché parallèle. Il est de bon ton de posséder un briquet de soldat et l’on peut trouver dans les commerces mais aussi dans certains catalogues, des briquets industriels constitués d’une base en laiton sur laquelle on vient souder de chaque côté, un médaillon gravé d’une scène ou d’une inscription. Les briquets sont vendus tels quels ou bien en morceaux et l’on choisit alors son médaillon.
Que ce soit un briquet dit « de poilu » ou « de tranchée », ou alors un briquet industriel, il est évident que dans la plupart des cas, très rapidement, ces briquets ne seront plus réalisés sur le front mais soit à l’arrière, pendant les périodes de repos, dans les hôpitaux par des blessés de guerre à des fins de rééducation, dans les camps de prisonniers ou alors après la guerre, en souvenir.

#### Les objets du quotidien

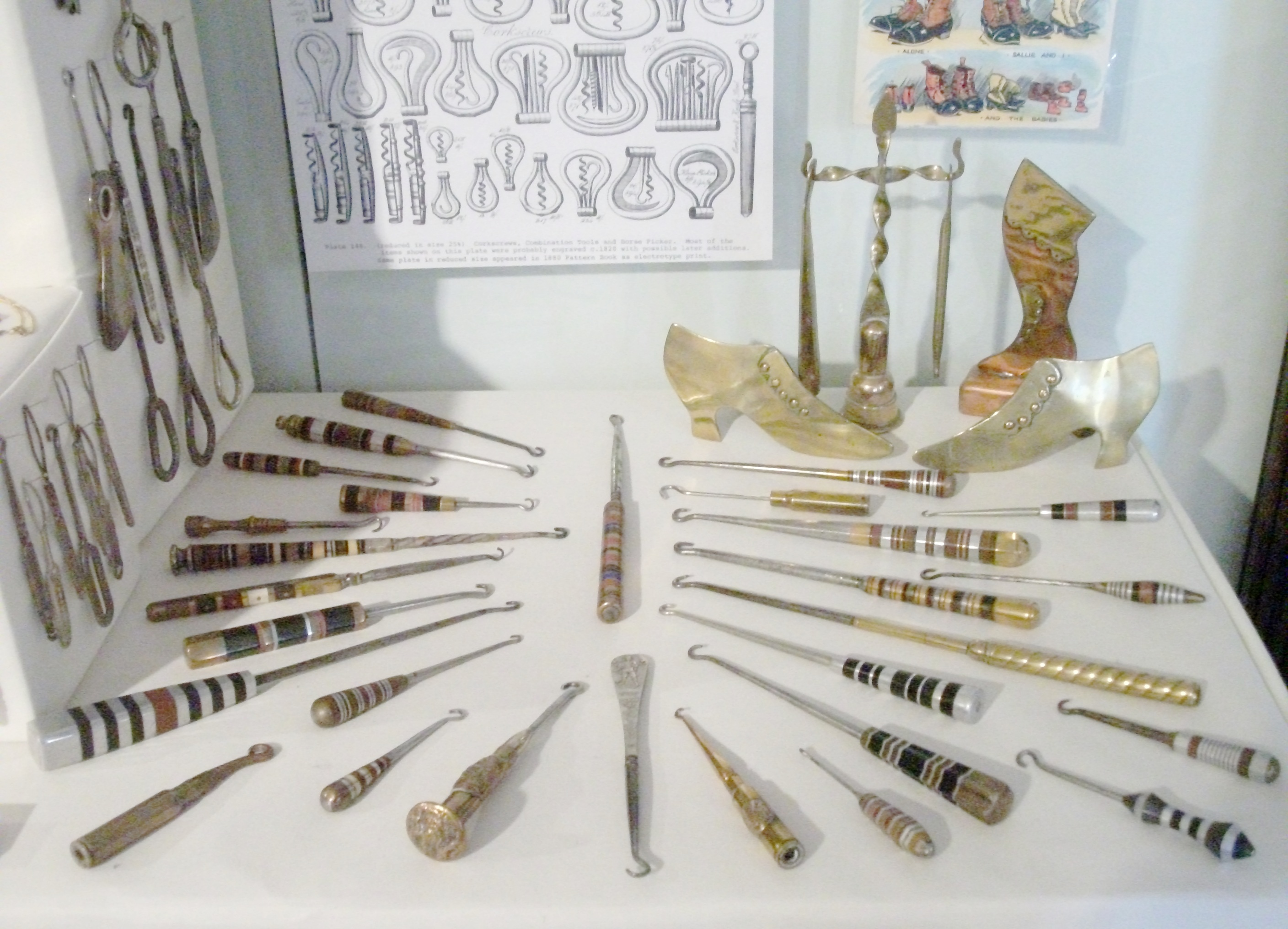
Passe-lacets.
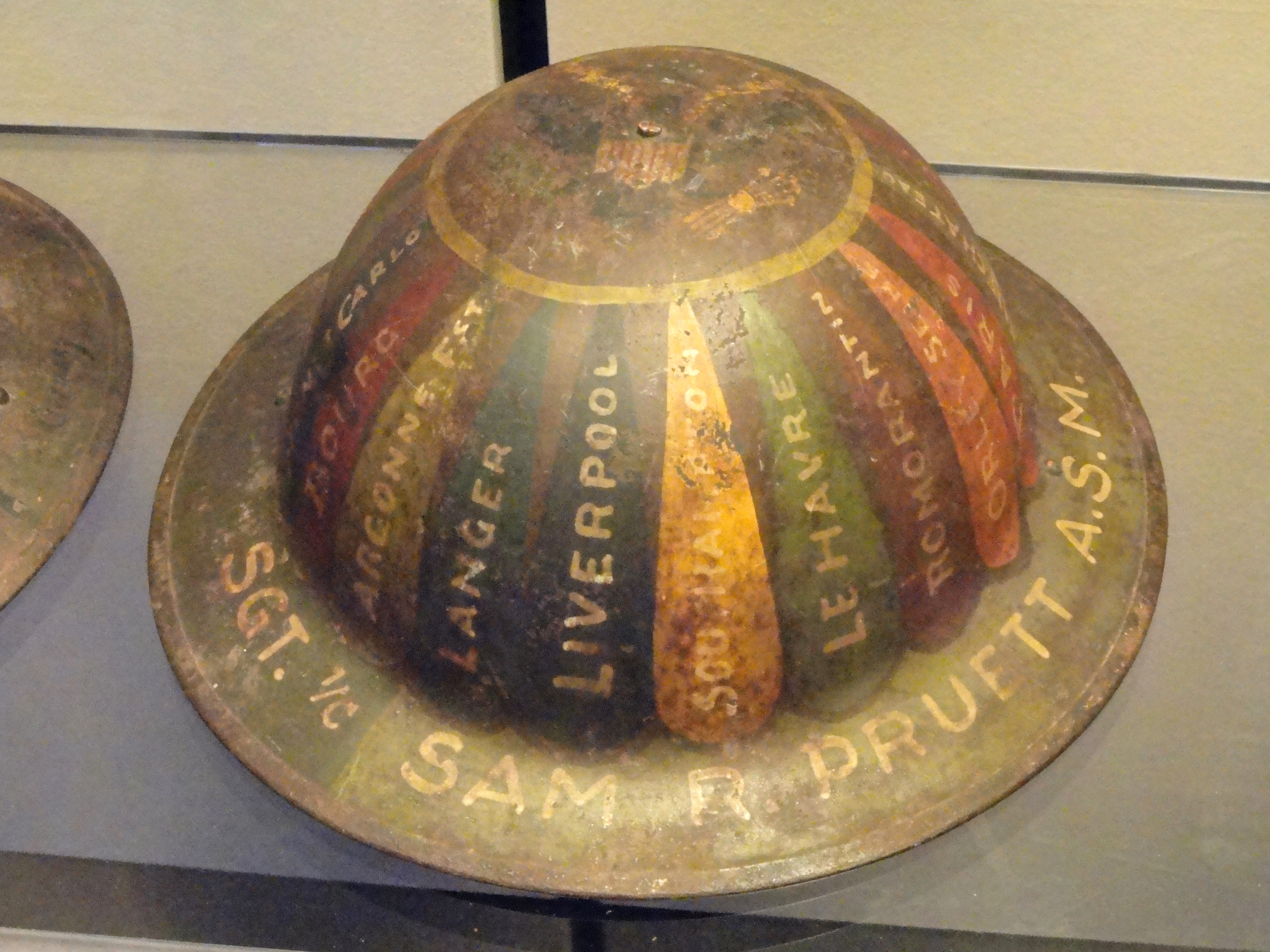
1914-18. Casque de soldat américain décoré. Coll. National World War I Museum
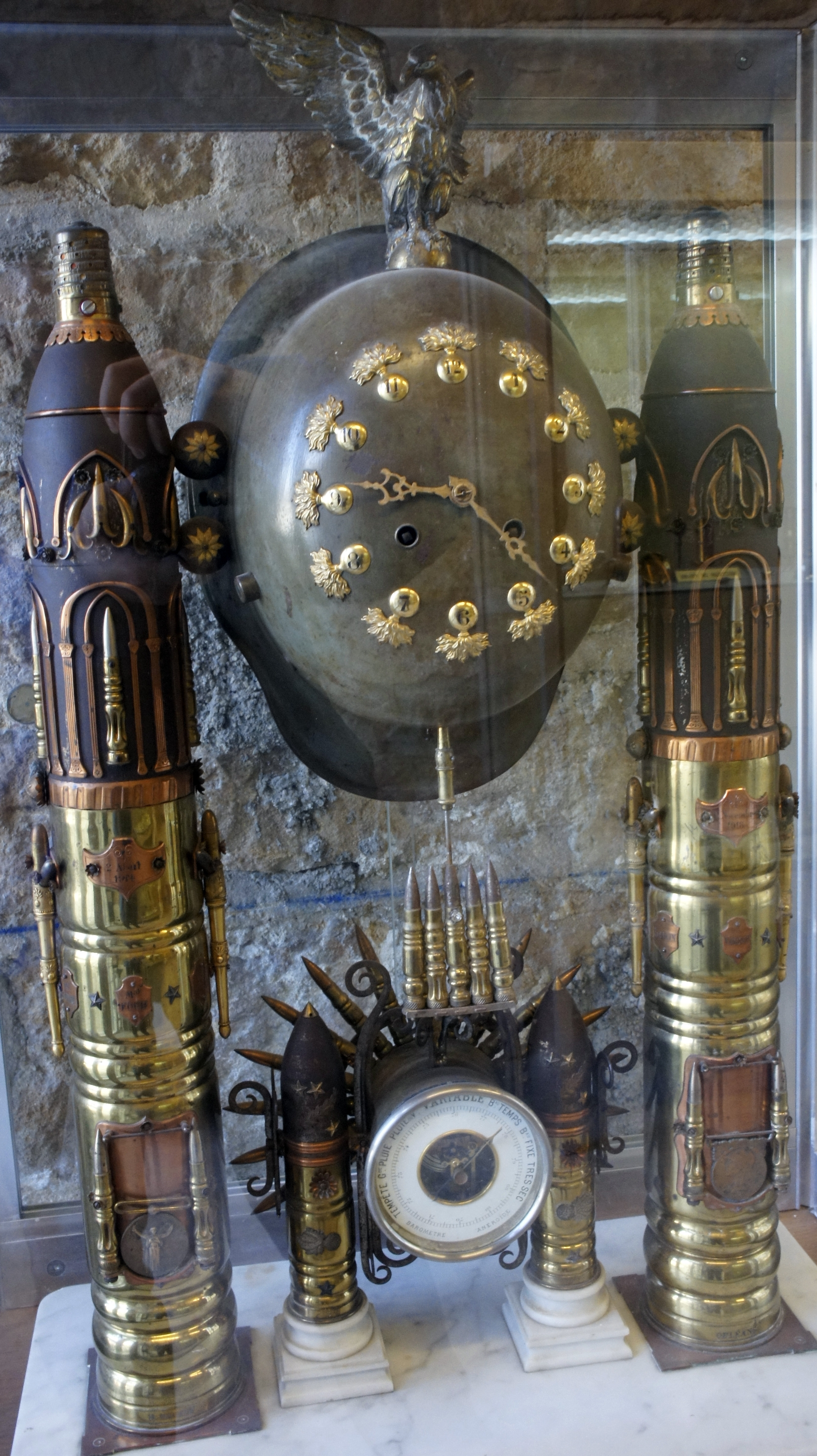
Horloge, fort de la Pompelle.
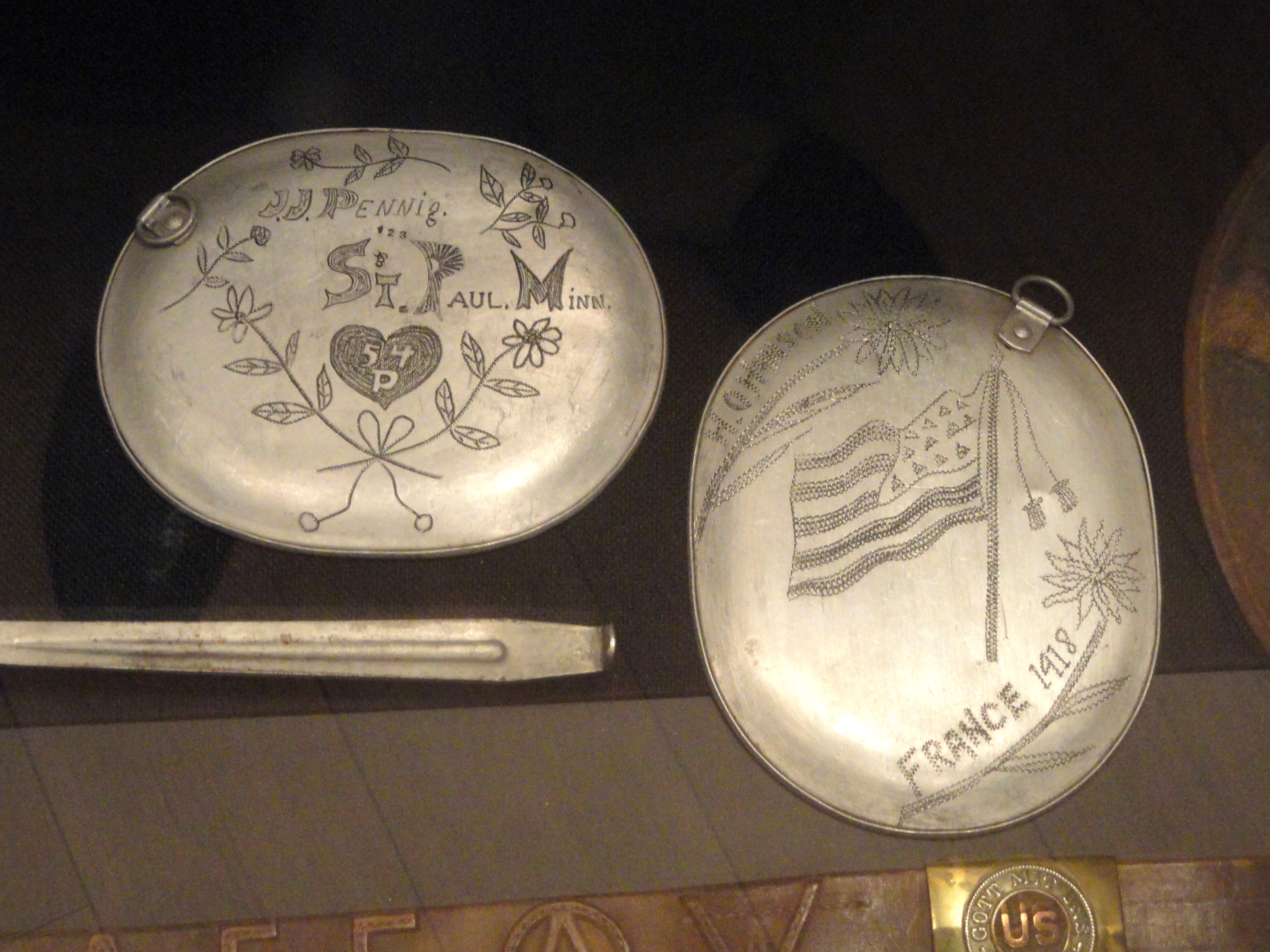
1914-18. Gamelles « Mess kit » gravées par des soldats américains. Coll. National World War I Museum
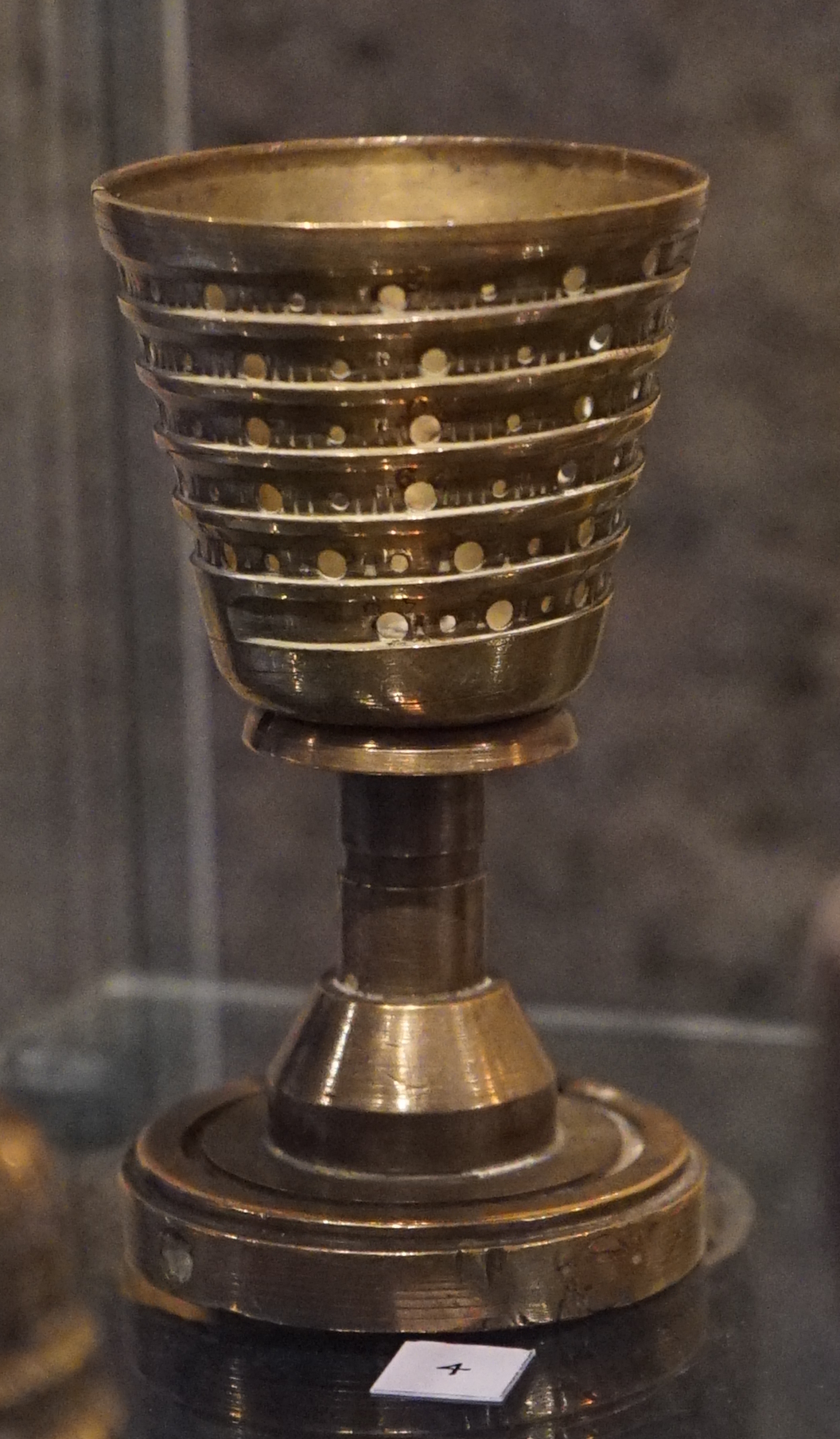
Coquetier.
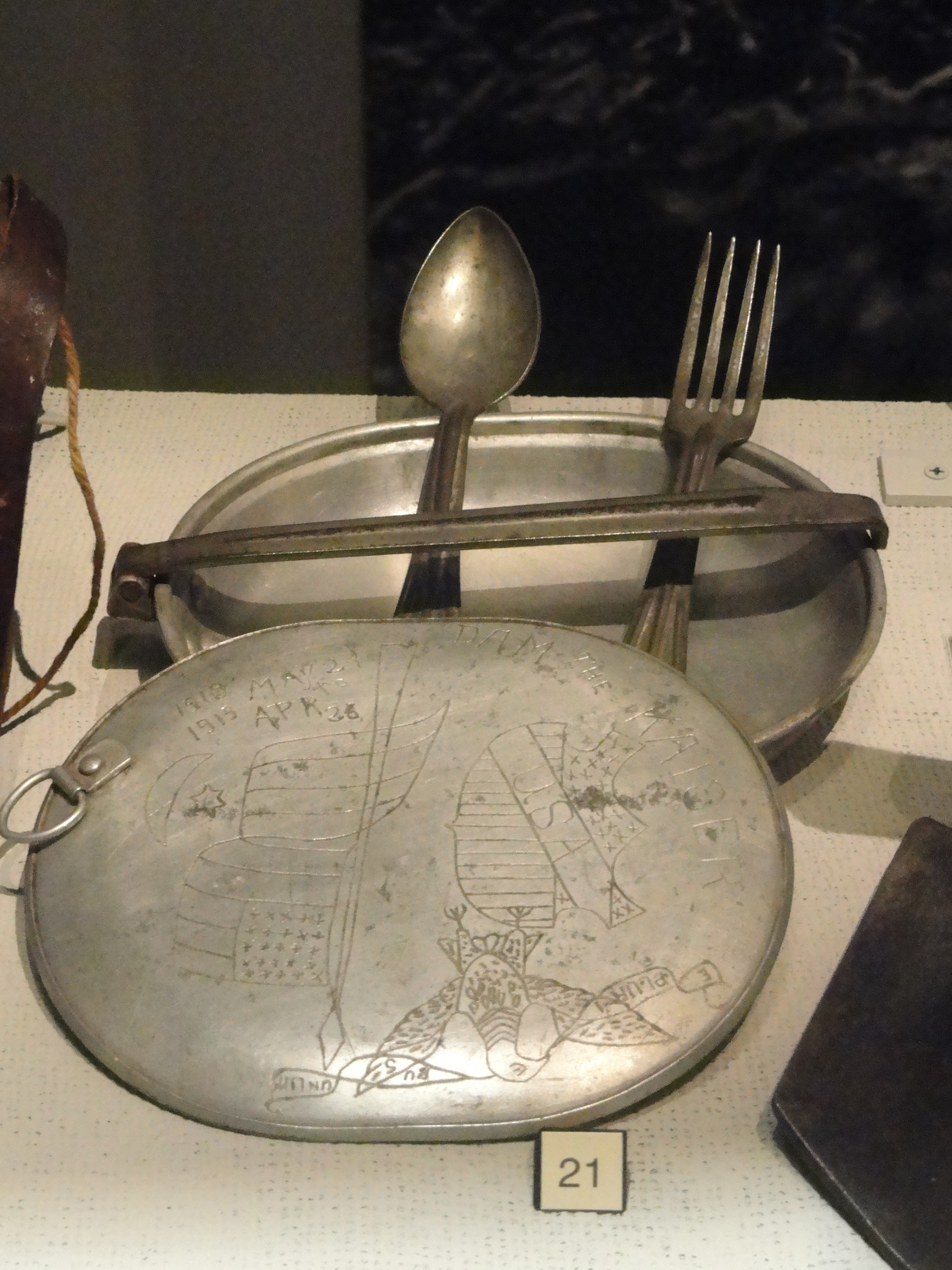
1914-18. Gamelle « Mess kit » gravée et couverts en aluminium Coll. National World War I Museum

#### Les bagues

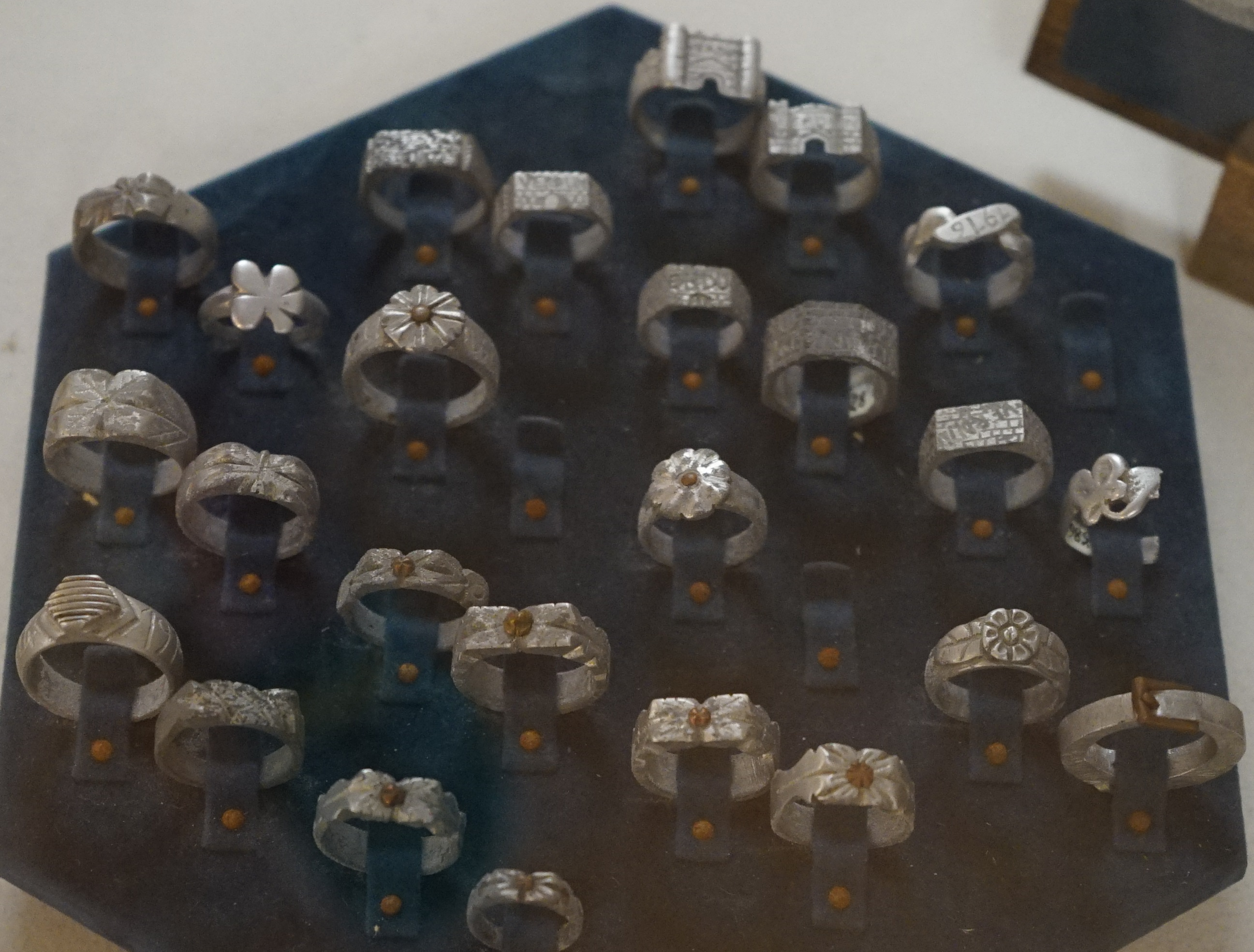
Présent au Musée d'art et d'histoire de Toul.

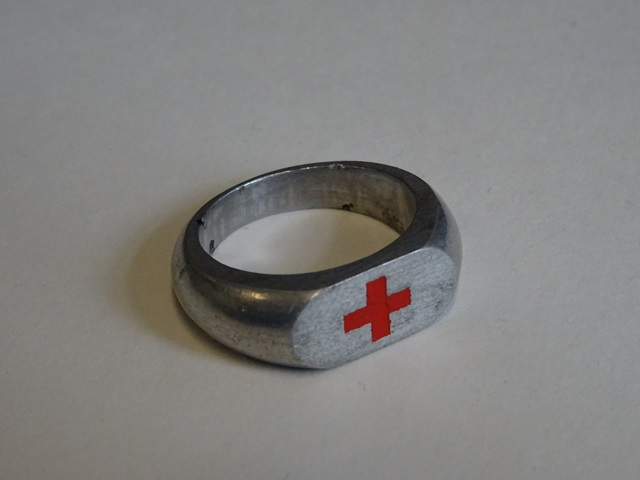
Bague en aluminium, artisanat de tranchée. Première Guerre mondiale. Conservée au musée de l'Armée

Très populaires dans les tranchées, les bagues de formes très variées, sont certainement les objets les plus fabriqués par les poilus. L’outillage fait défaut dans les tranchées, mais c’est sans compter sur l’ingéniosité et l’inventivité des poilus qui utilisent ce qu’ils ont à porter de main. Pour ce faire, ils utilisent l’aluminium des fusées d’obus, matière première qui ne manque pas sur le front. L’aluminium est fondu puis placé dans un moule, créé lui-aussi, pour lui donner la forme souhaitée. Enfin avec l’aide d’un couteau affuté, les soldats travaillent la matière, l’arrondissent, la polissent et surtout la décorent. La bague chevalière est la plus courante, parce que plus simple à réaliser. Le plateau de la chevalière y reçoit généralement les initiales du soldat ou des motifs : souvent un cœur, mais aussi des trèfles ou des fers à cheval pour porter chance. Beaucoup de ces bagues étaient envoyées à l’arrière aux femmes et compagnes des soldats : « […] le père Blaire reprend sa bague commencée. Il a enfilé la rondelle encore informe d’aluminium dans un bout de bois rond et il la frotte avec la lime.[...] Parfois il s’arrête, se redresse, et regarde la petite chose, tendrement, comme si elle le regardait aussi. - Tu comprends, m’a-t-il dit une fois à propos d’une autre bague, il ne s’agit pas de bien ou pas bien. L’important, c’est que je l’aye faite pour ma femme, tu comprends ? Quand j’étais à rien faire, à avoir la cosse, je regardais [sa] photo et alors je m’y mettais tout facilement, à cette sacrée bague. On peut dire que nous l’avons faite ensemble, tu comprends ? »
Alors qu’il ne s’agissait au début que d’un simple passe-temps, la production de bijoux prend une ampleur considérable dans les tranchées. Certains, très habiles de leurs mains, parviennent à vendre certaines de leurs créations à leurs camarades moyennant quelques litres de vins mais aussi aux civils, très friands de cet artisanat, :« Je ne vous avais pas dit que j'étais bijoutier. Je me suis associé avec un vieux territorial du midi et nous faisons des bagues avec l'aluminium des boches. La maison fait des affaires. Depuis que nous sommes remontés des tranchées nous avons fait huit francs de recettes. Le vieux fait le plus gros, moi je les finis. J'en ai envoyé deux à Marthe […]. » (2 juillet 1915)
L’engouement des bijoux artisanaux est tel que des ateliers dédiés sont créés dans les campements en seconde ligne, les mutilés de guerre dans les centres de rééducations en produisent eux-aussi et certains bijoutiers civils conscients du potentiel et du profit à faire, fabriquent de fausses bagues de tranchées.

#### Les articles d’écriture

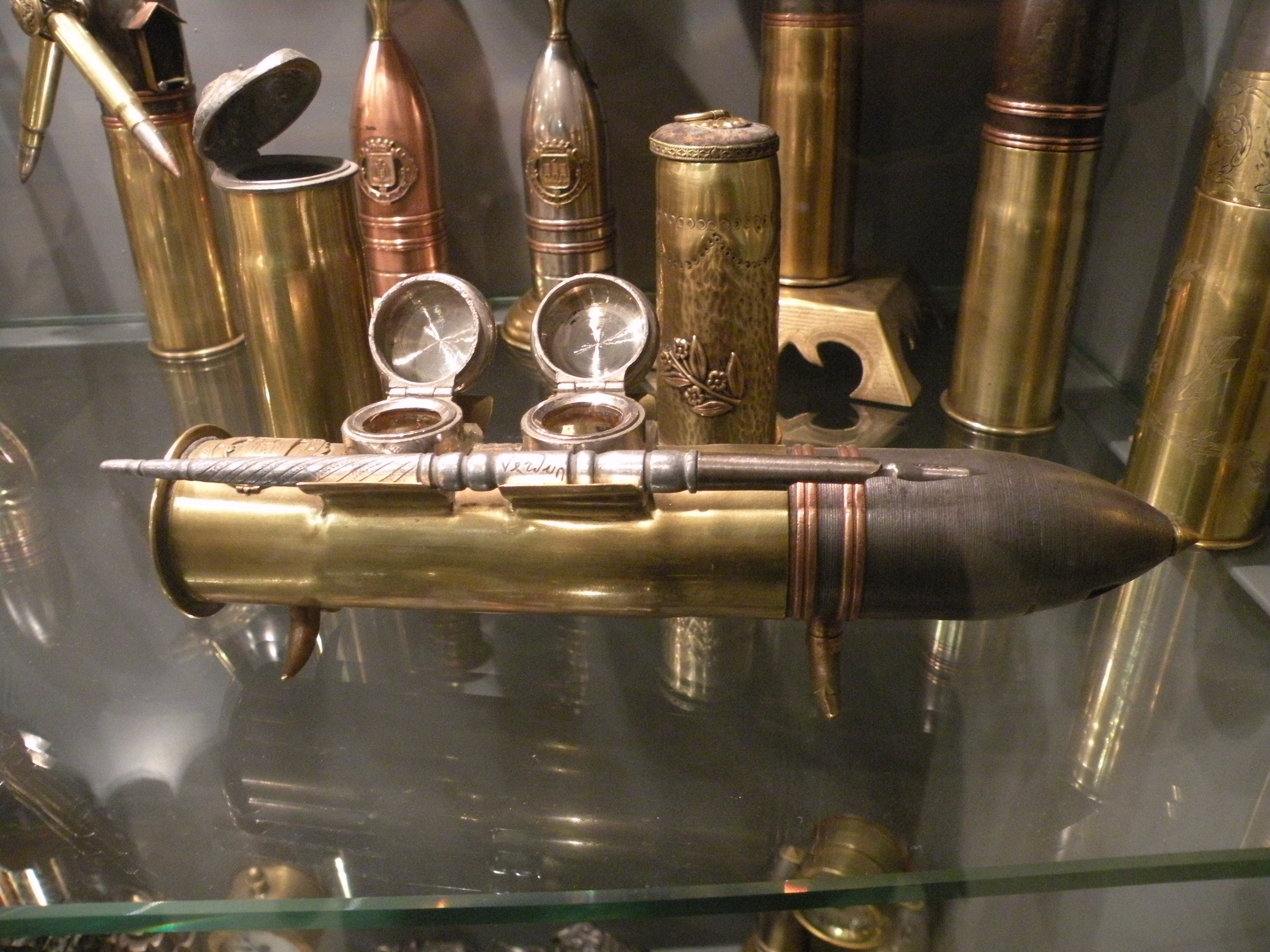
Plume et encrier, Fort de Lavau.
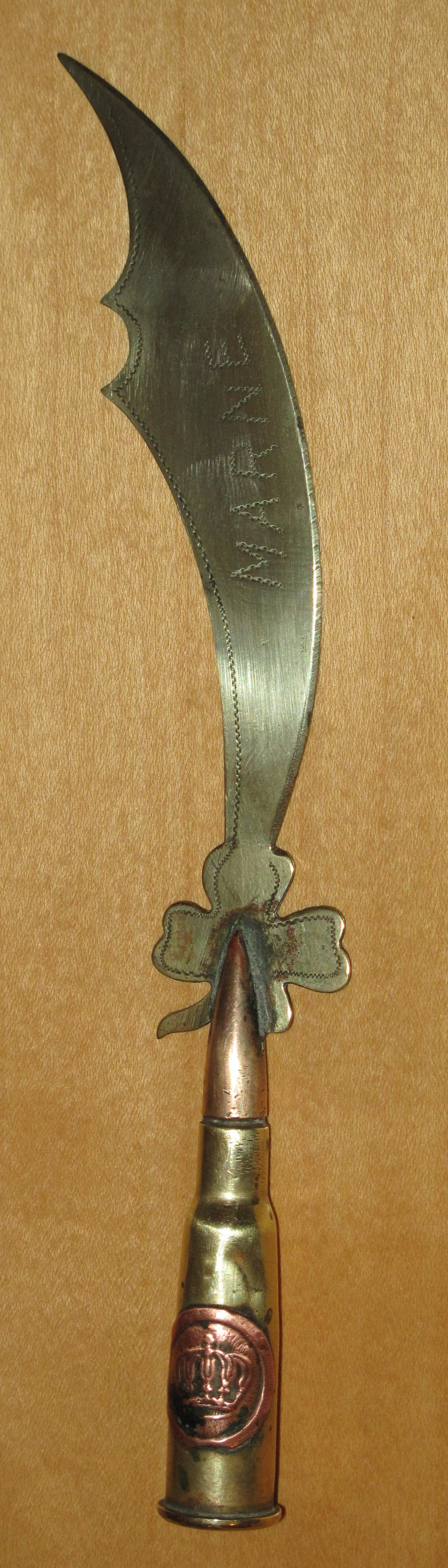
Manche cartouche, lame laiton laminé d’une douille.
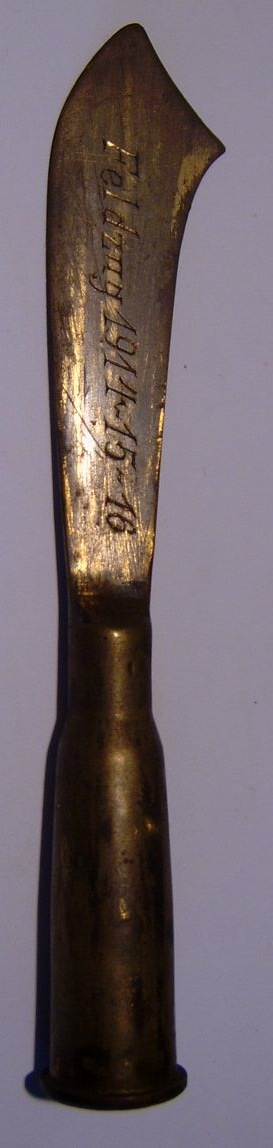
Cartouche Lame gravée « Campagnes de 1914-15-16 ».
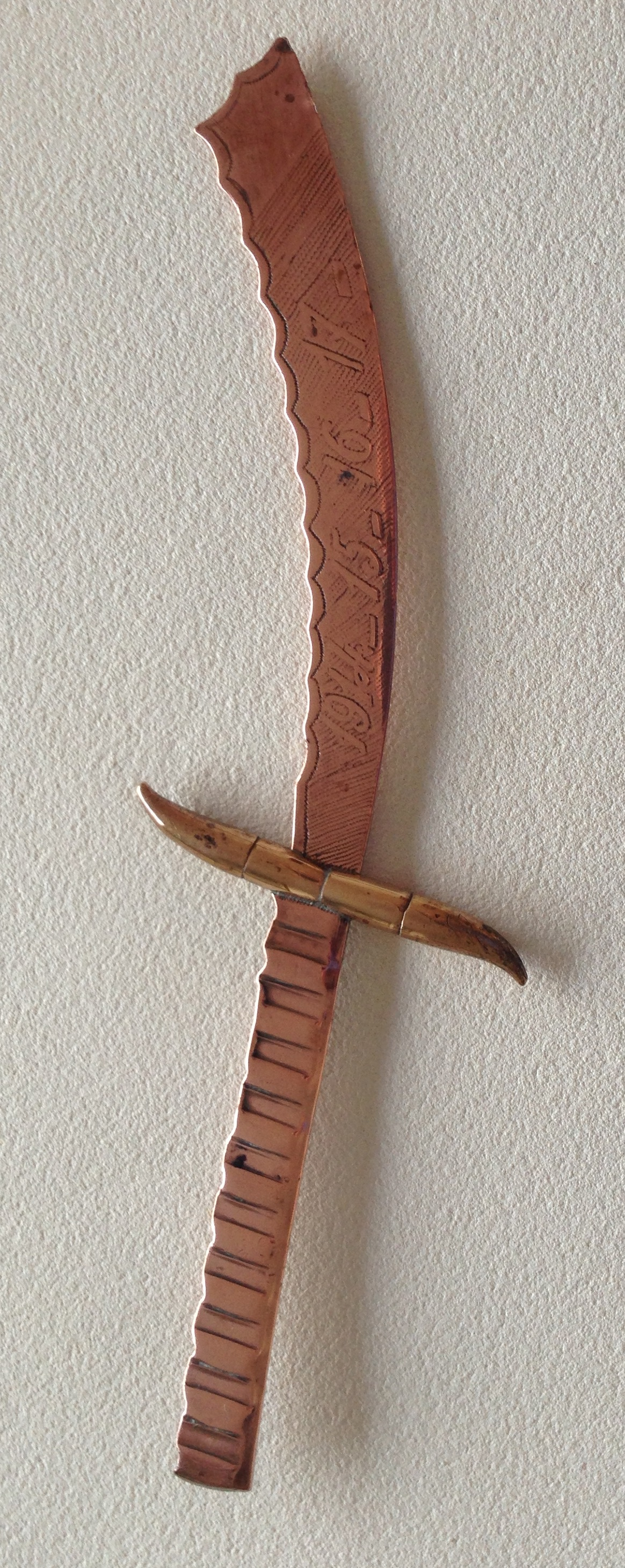
Éléments de munitions cuivre rouge et balles.
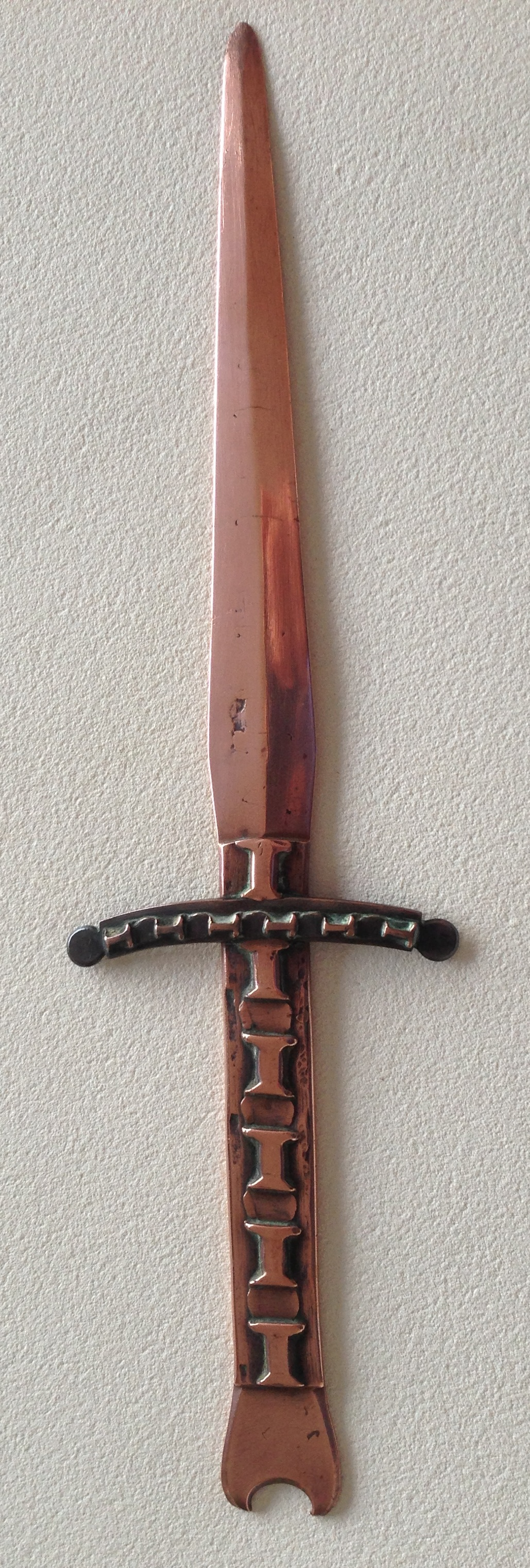
Éléments de munitions cuivre rouge.
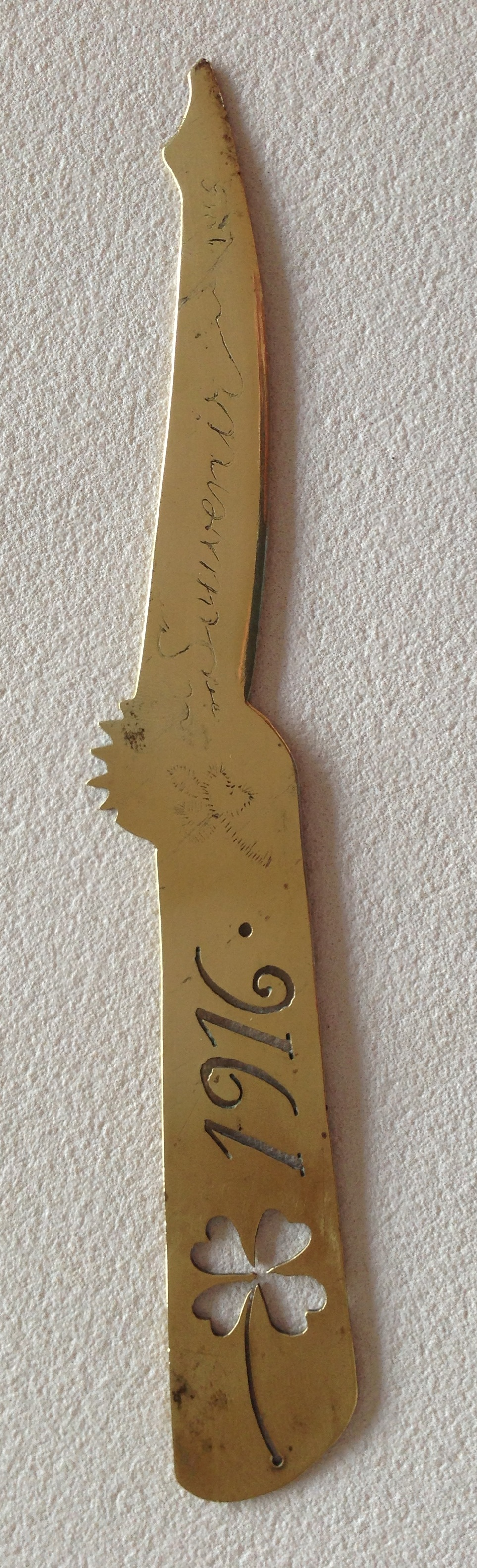
Éléments de munitions laiton.
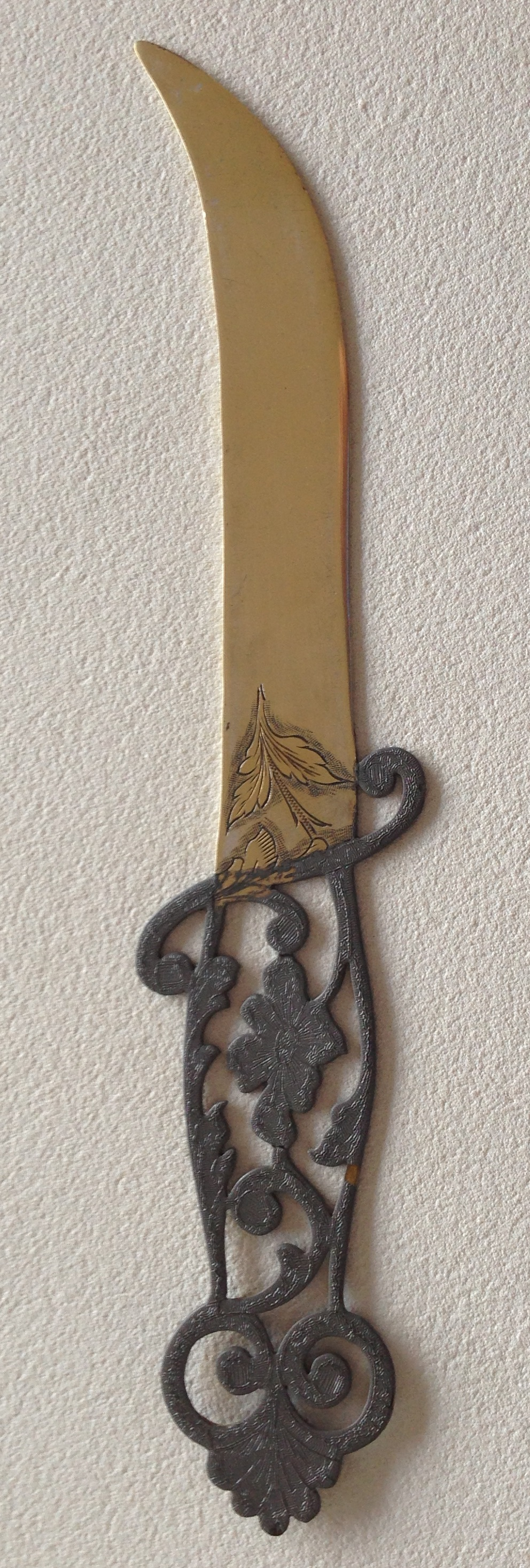
Éléments de munitions laiton.

#### Les objets de piété

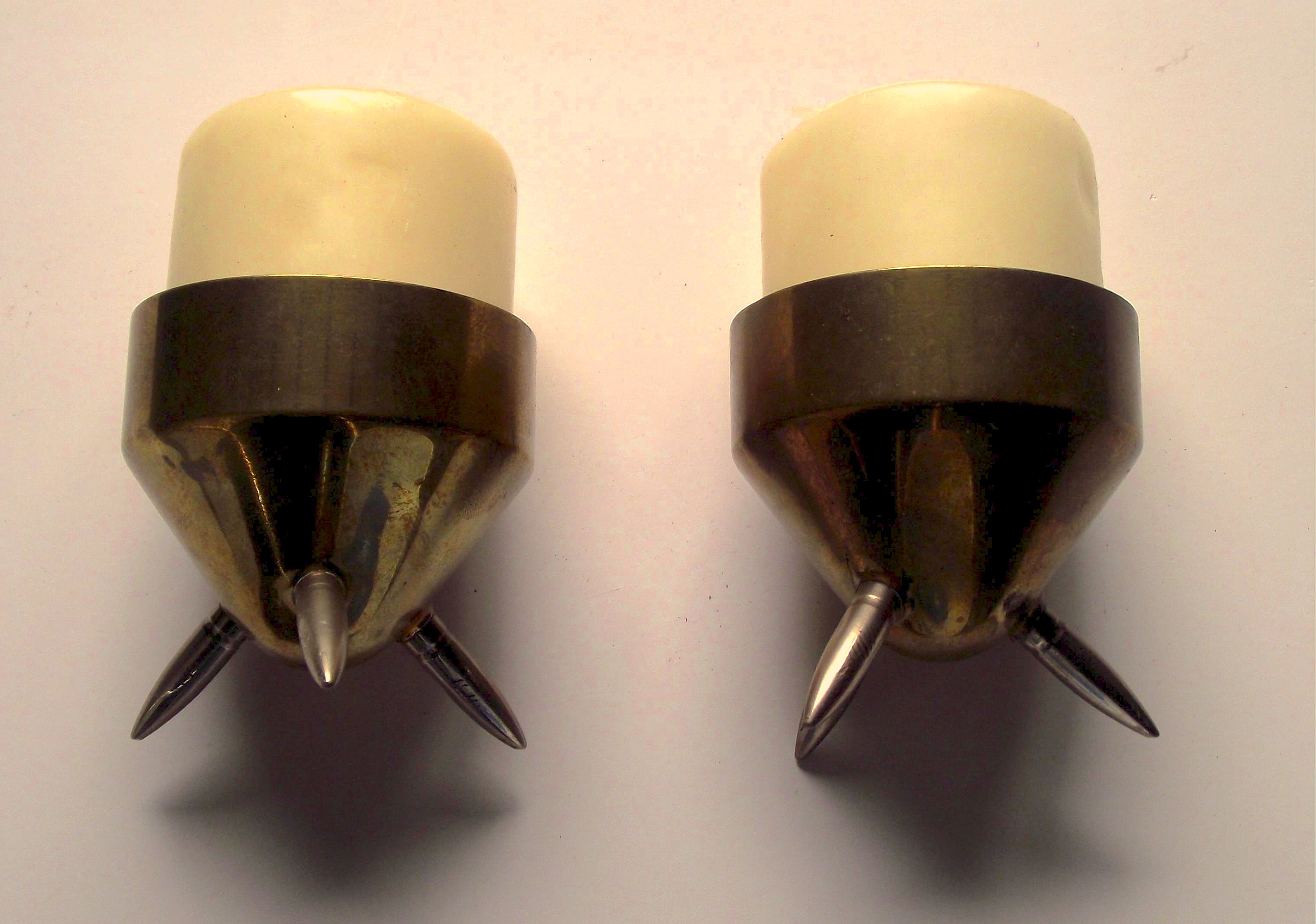
Chandeliers d’autel, douilles d’obus et balles.

#### Les souvenirs fabriqués industriellement après la guerre

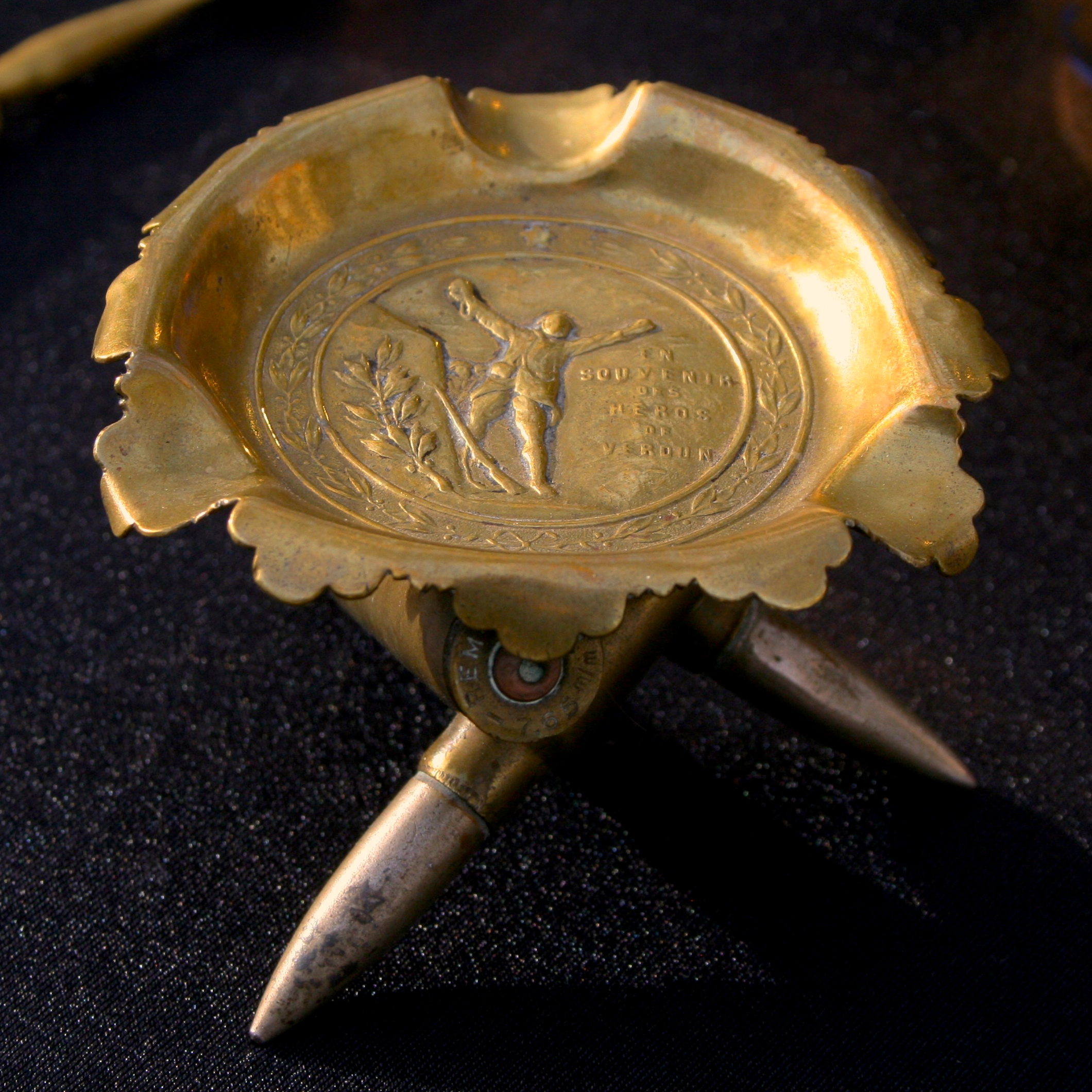
»En souvenir des héros de Verdun ». Cendrier fabriqué industriellement et vendu comme souvenir à Verdun après la Première Guerre mondiale.

### Cadeaux, troc ou apport de ressources complémentaires

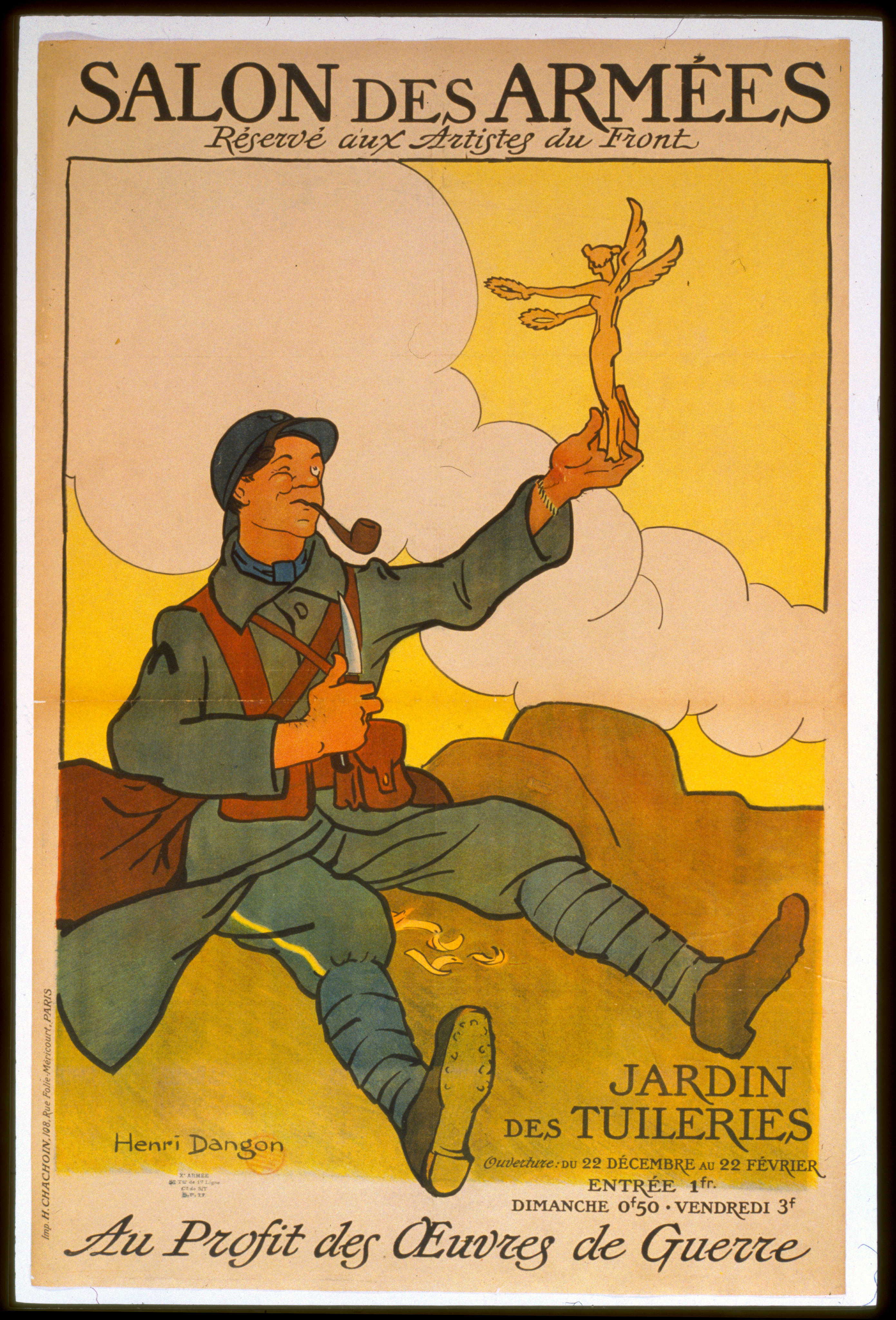
1916. Henri Dangon, affiche
pour le Salon des armées.

Sur le front, ces objets sont souvent troqués contre des cigarettes ou de la nourriture et sont offerts comme souvenirs à la famille et aux amis restés au pays. Chaque foyer de soldat en possède. Des collections d’objets du front se développent.
L’hebdomadaire Le Pays de France organise à cette époque un concours du plus bel objet d’artisanat de tranchée intitulé L’art à la guerre et des expositions-ventes présentant les œuvres des soldats sont organisées dès l’automne 1915.